# Loriot

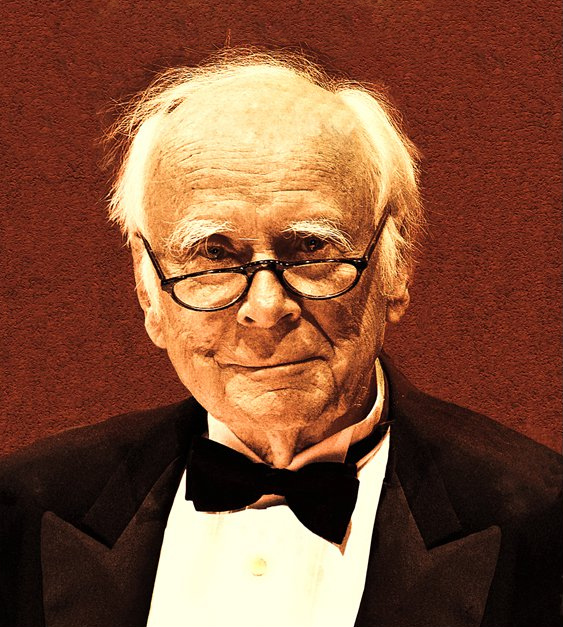
Loriot (2011)

Loriot [lo.ʀi̯ˈ.o], bürgerlich Bernhard-Viktor „Vicco“ Christoph-Carl von Bülow ⓘ [ˈbyː.lo] (* 12. November 1923 in Brandenburg an der Havel; † 22. August 2011 in Münsing-Ammerland), war einer der bekanntesten deutschen Humoristen, der von den 1950er Jahren an bis zu seinem Tod in Literatur, Fernsehen, Theater und Film tätig war. Loriot etablierte sich zunächst als Cartoonist, später arbeitete er auch als Schauspieler, Drehbuchautor, Trickfilmer, Moderator, Regisseur sowie Bühnen- und Kostümbildner. 2003 wurde er zum Honorarprofessor für Theaterkunst an der Berliner Universität der Künste ernannt.
Der Künstlername Loriot ist das französische Wort für den Pirol, im Volksmund auch Vogel Bülow genannt. Der Vogel ist das Wappentier der Familie von Bülow.

## Familie

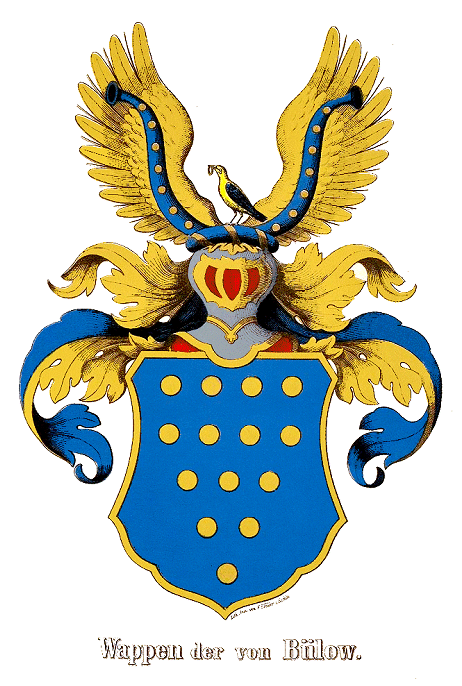
Das Familienwappen mit dem Pirol (frz. loriot) als Zier auf dem Helm

Bernhard-Viktor Christoph-Carl von Bülow wurde als Sohn des preußischen Polizeioffiziers Johann-Albrecht Wilhelm von Bülow (1899–1972) und dessen erster Ehefrau Charlotte Mathilde Luise, geborene von Roeder (1899–1929), Tochter des Majors Otto von Roeder (1876–1943) und seiner Frau Luise, geb. Schemann, in Brandenburg/Havel geboren. Sein Vater stammte aus Spandau und gehörte dem Adelsgeschlecht Bülow an; seine Mutter wurde in Neubreisach im Elsass (heute: Neuf-Brisach, Frankreich) geboren. 1928 ließen sich die Eltern in Gleiwitz scheiden. Ein entfernter Verwandter von ihm war der Dirigent und Pianist Hans von Bülow.
Von Bülow war ab 1951 mit der damaligen Modeschülerin Rose-Marie (Romi) Johanna Elly Schlumbom (1929–2024), einer Tochter des Hamburger Kaufmanns Peter Schlumbom, verheiratet und wurde Vater zweier Töchter: Bettina Charlotte (* 1954) und Susanne Margarete (1958–2025). Er hatte zwei Enkelkinder. Von Bülow lebte von 1963 an bis zu seinem Tod 2011 im Ortsteil Ammerland der Gemeinde Münsing am Starnberger See.

## Leben

### Kindheit, Krieg, Ausbildung
Vicco von Bülow wuchs mit seinem ein Jahr jüngeren Bruder Johann-Albrecht ab 1927 bei seiner verwitweten Großmutter Margarete von Bülow (1875–1945) und deren Mutter Adele in Berlin auf. 1933 zogen die Geschwister wieder zu ihrem Vater, der im Jahr 1932 erneut geheiratet hatte, nach Berlin-Zehlendorf. Von Bülow besuchte von 1934 bis 1938 das Schadow-Gymnasium in Berlin-Zehlendorf. Mit dem Vater zog die Familie 1938 nach Stuttgart. Von Bülow besuchte dort das humanistische Eberhard-Ludwigs-Gymnasium, das er 1941 siebzehnjährig mit dem Notabitur verließ. In Stuttgart sammelte er auch erste Erfahrungen als Statist in der Oper und im Schauspiel. 1940 spielte er als Statist in dem Film Friedrich Schiller – Der Triumph eines Genies mit.
Er begann entsprechend der Familientradition eine Offizierslaufbahn, war drei Jahre mit der 3. Panzer-Division an der Ostfront im Einsatz. Er wurde als Zugführer, Ordonnanzoffizier, Führer des Bataillons-Stabes und zuletzt wieder als Zugführer eingesetzt und erreichte den Dienstgrad Oberleutnant. Er wurde mit dem Panzerkampfabzeichen in Bronze, dem Eisernen Kreuz zweiter und erster Klasse ausgezeichnet. Sein jüngerer Bruder, der am 27. November 1924 ebenfalls in Brandenburg geborene Johann-Albrecht Sigismund von Bülow, fiel am 21. März 1945 als Leutnant bei Gorgast im Oderbruch. In Vicco von Bülows erhalten gebliebener militärischer Personalakte enthalten die Beurteilungen seiner Vorgesetzten keine der sonst üblichen Floskeln zu nationalsozialistischer Gesinnung.
Auf die Frage, ob er im Zweiten Weltkrieg ein guter Soldat gewesen sei, antwortete er in einem Interview: „Nicht gut genug, sonst hätte ich am 20. Juli 1944 zum Widerstand gehört. Aber für den schauerlichen deutschen Beitrag zur Weltgeschichte werde ich mich schämen bis an mein Lebensende.“
Nach dem Krieg arbeitete er nach eigener Schilderung für etwa ein Jahr bei Markoldendorf als Holzfäller im Solling, um sich Lebensmittelkarten zu verdienen. 1946 machte er in Northeim am Gymnasium Corvinianum in einem sechsmonatigen Übergangskurs aus seinem Notabitur ein reguläres Abitur, das zum Hochschulstudium berechtigte. Auf Anraten seines Vaters studierte er von 1947 bis 1949 Malerei und Grafik an der Kunstakademie (Landeskunstschule) in Hamburg. Zu seinen Lehrern gehörte Alfred Mahlau, prägend war vor allem der Einfluss des Malers Willem Grimm.

### Frühe Arbeiten
Nach dem Abschluss legte Bülow erste Arbeiten als Werbegrafiker vor und entwarf das charakteristische Knollennasenmännchen. Von 1950 an war Bülow als Cartoonist zunächst für das Hamburger Magazin Die Straße, danach für die Zeitschriften Stern und Quick tätig. Seit dieser Zeit verwendete er den Künstlernamen Loriot.
Seine erste regelmäßige Serie im Stern sollte 1953 Auf den Hund gekommen werden. Einige dieser ersten Cartoons lösten bei den Lesern große Proteste aus:
- In einem Strandkorb sitzt eine Hundedame – aufrecht, im Bikini und mit Badekappe. Vor ihr im Sand spielt ein kleiner Mensch, daneben steht ein Hund auf seinen Hinterbeinen. „Kurverwaltung“ steht auf seiner Armbinde, streng schaut er unter seiner Schirmmütze hervor. „Wenn nun jeder seinen Menschen an den Strand mitbrächte!“ blafft der Hund.
- Zwei Hunde lehnen am Fenster und schauen hinaus; es regnet stark. Auf dem Fußboden liegt ein Mensch, zusammengerollt und schlafend. Sagt der eine Hund zum anderen: „Bei dem Wetter möchte man keinen Menschen vor die Tür jagen!“ Viele Leser drohten damit, den Stern nicht mehr zu kaufen bzw. ihre Abonnements zu kündigen.

Henri Nannen, der damalige Chefredakteur, stellte die Serie nach sieben Folgen ein und beendete die Zusammenarbeit: „Ich will den Kerl nie wieder im Stern sehen!“ Schon 1954 nahm Nannen das zurück und Loriot begann mit Reinhold das Nashorn.
Nach der Einstellung im Stern zeigte sich kein einziger Verleger in Deutschland interessiert, die Serie als kleines Buch zu drucken. Unter anderem lehnte Ernst Rowohlt ab. Loriot sandte auf Anraten einer Bekannten dem Schweizer Daniel Keel die Zeichnungen. Der hatte 1952 den Diogenes Verlag gegründet und war auf der Suche nach einem deutschen Zeichner. 1954 präsentierten die beiden auf der Frankfurter Buchmesse das Buch Auf den Hund gekommen. 44 lieblose Zeichnungen. So begann eine lebenslange Zusammenarbeit; Loriot publizierte fortan fast ausschließlich bei Keel.
Ebenfalls 1954 erschien das Buch Reinhold das Nashorn. Es enthielt Folgen des gleichnamigen Comicstrips, der seit 1953 im Sternchen, der neu geschaffenen Kinderbeilage des Stern, erschien. Loriot trug dazu die meisten Ideen sowie die Zeichnungen bei, die Verse stammten von Wolf Uecker. Die Serie lief 17 Jahre.
Im Dezember 1953 wurden auf der Rückseite von Weltbild vier Zeichnungen von Loriot veröffentlicht. Im Mai 1954 schloss Loriot dann einen Vertrag mit dem Verlag Th. Martens & Co. Zunächst konzentrierte sich Loriots Schaffen auf die 14-täglich erscheinende Zeitschrift Weltbild, in der unter anderem die Serie Wahre Geschichten mit über 100 Folgen erschien. Ab 1956 verlagerte sich der Schwerpunkt seiner Arbeit jedoch auf die Quick, eine Illustrierte desselben Verlages, die wöchentlich erschien und deutlich verbreiteter war. Seine erste Serie in dieser Illustrierten war Adam und Evchen, die zwischen Januar und Juli 1956 in 29 Folgen erschien und das Eheleben eines jungen Paares porträtierte. Das Aussehen der Protagonisten wich von den üblichen Knollennasenmännchen Loriots ab, die er zu diesem Zeitpunkt bereits zeichnete. Die Quick-Redaktion hatte ihn gebeten, liebenswürdigere Gesichter zu zeichnen. Loriot war mit dem Ergebnis unzufrieden, griff den Stil später nicht mehr auf und verzichtete anders als bei vielen anderen Zeichnungen auf eine Publikation der Serie in Buchform. Zwischen Oktober 1956 und Dezember 1957 erschien in der Quick die Ratgeberserie Der gute Ton, von der im Herbst 1957 Teile in Buchform als Der gute Ton. Das Handbuch feiner Lebensart in Wort und Bild veröffentlicht wurden. Die Serie und das Buch wurden ein großer Erfolg und waren der Auftakt für weitere Ratgeberserien.
Ab September 1957 veröffentlichte Loriot abwechselnd mit seinem Vorbild und Freund Manfred Schmidt die Kolumne Der ganz offene Brief. Darin setzten sie sich satirisch mit aktuellen Ereignissen, kuriosen Meldungen und persönlichen Erlebnissen auseinander. Die Schreiben waren dabei immer von einer Zeichnung begleitet. Die Kolumne endete 1961 auf Wunsch von Loriot, nachdem sein hundertster Brief zu Protesten von Winzern geführt hatte.
Außerdem nahm Loriot ab Mitte der 1950er Jahre verstärkt Werbeaufträge an, unter anderem für Paderborner Bier, Agfa, den Weinbrand Scharlachberg („Nimm’s leicht!“) und den Pfeifen- und Rauchtabakhersteller Stanwell („Drei Dinge braucht der Mann.“). In Anzeigen und Trickfilmspots kamen auch hier die Knollennasenmännchen zum Einsatz und gewannen immer mehr an Popularität.
Kleinere Rollen als Schauspieler hatte Loriot in Haie und kleine Fische (1957), in Bernhard Wickis Filmen Die Brücke (1959) und Das Wunder des Malachias (1961). Auch in Andrew Martons Kriegsfilm Der längste Tag (1962), bei dem Bernhard Wicki Co-Regisseur war, konnte er in einer kleinen Rolle mitwirken. Im selben Jahr gestaltete er das Titelblatt der ersten Ausgabe der Satirezeitschrift pardon.
Vicco von Bülow zog 1963 mit seiner Familie nach Münsing-Ammerland in die Nähe des Starnberger Sees. Dort wurde er als angesehenes Mitglied der Dorfgemeinschaft 1993 zum Ehrenbürger ernannt.

### Fernsehmoderationen, Serien, „Wum“

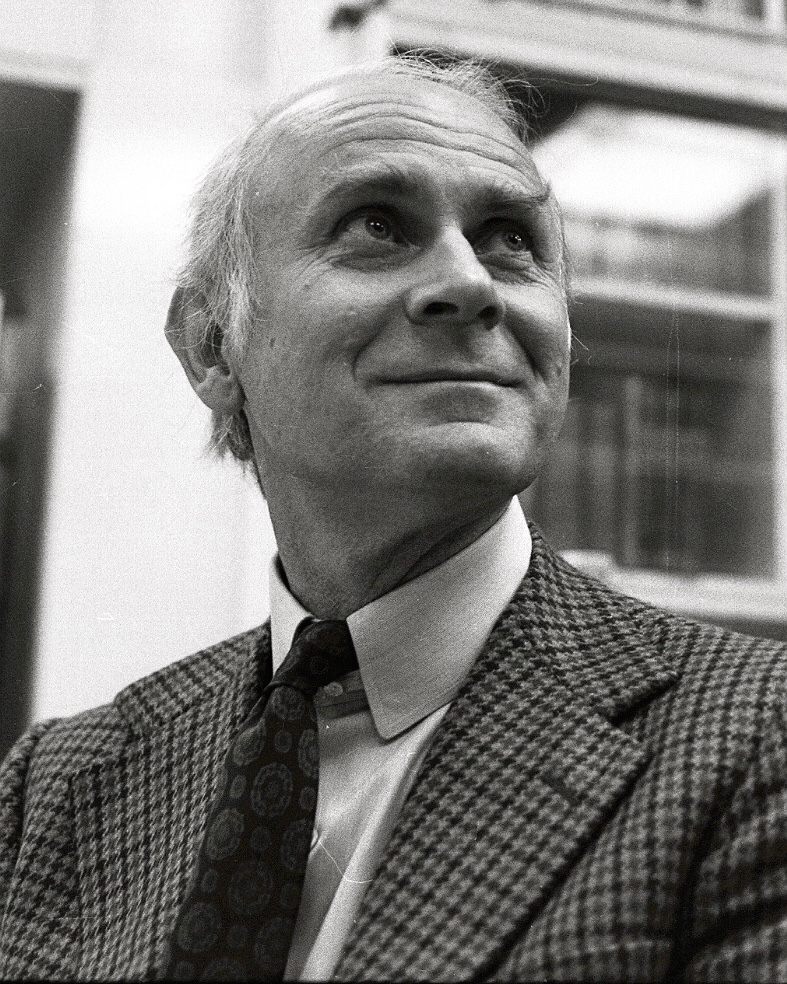
Loriot (1971)

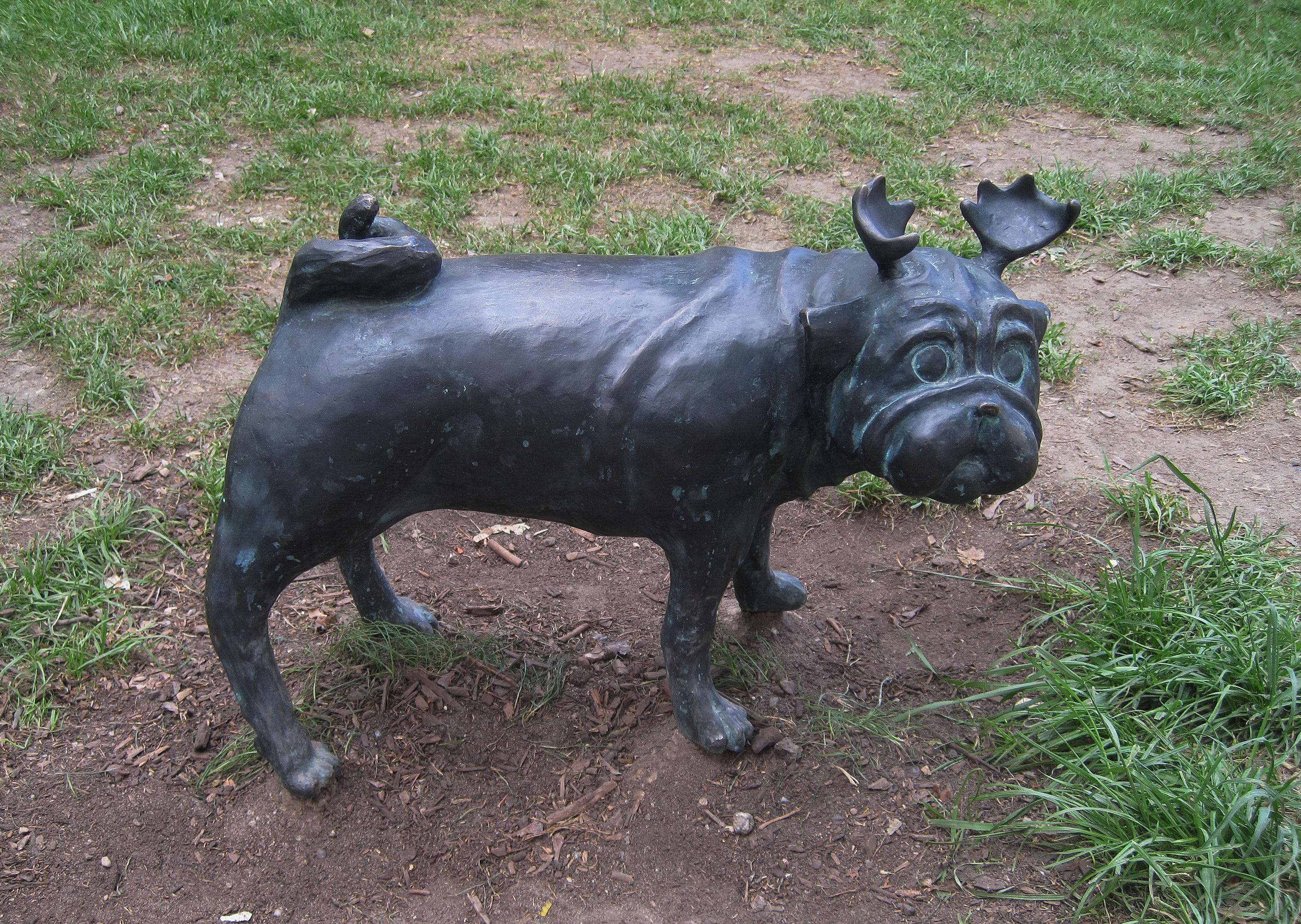
Für Cartoon erdachte Loriot den sogenannten Waldmops, an den mehrere Bronzeskulpturen in Brandenburg an der Havel erinnern

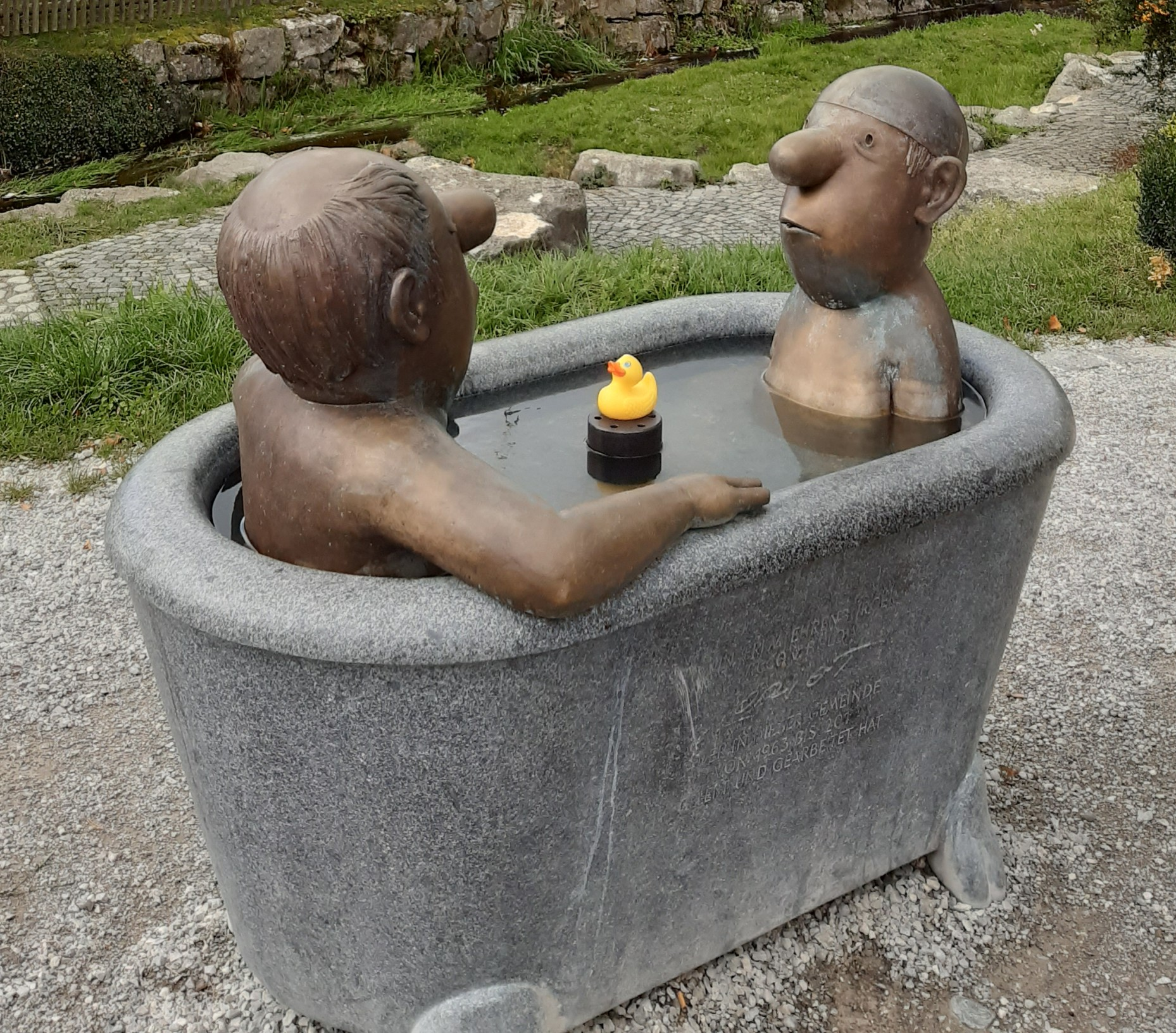
Badende in Münsing

Loriot moderierte von 1967 bis 1972 die Fernsehsendung Cartoon für den Süddeutschen Rundfunk der ARD, die er auch als Autor und Co-Regisseur verantwortete. Es handelte sich ursprünglich um eine Sendereihe internationaler Zeichentrickfilme, in die er auch eigene Arbeiten einbrachte und damit künstlerisch die engen Rahmenbedingungen verließ, die das Medium Zeitschrift seinen Zeichnungen auferlegt hatte. Loriots anfänglich reine Moderation von einem roten Sofa aus wurde zunehmend zu einem eigenständigen humoristischen Element der Sendung. Später baute Loriot auch Sketche, in denen er selbst die Hauptrolle übernahm, in die Folgen ein.
1971 schuf Loriot mit dem Zeichentrick-Hund Wum ein Maskottchen für die Aktion Sorgenkind in der ZDF-Quizshow Drei mal Neun, dem er selbst auch die Stimme lieh. Zu Anfang war Wum noch der treue Freund eines Männchens, des eigentlichen Maskottchens, dem er jedoch mehr und mehr die Show stahl und das er schließlich völlig verdrängte. Zu Weihnachten 1972 wurde Wum dann zum Gesangsstar: Mit dem Titel Ich wünsch’ mir ’ne kleine Miezekatze war er so erfolgreich, dass er für neun Wochen die Spitze der deutschen Hitparade belegte. Dabei handelte es sich bei Wums Gesang um von Bülows Sprechgesang. Wum blieb auch in der Nachfolgesendung Der Große Preis bis in die 1990er Jahre hinein als Pausenfüller erhalten, bald schon als Duo zusammen mit dem Elefanten Wendelin und später mit dem Blauen Klaus, einem Außerirdischen, der mit seiner fliegenden Untertasse einschwebte. Loriot schrieb und zeichnete die Trickfilmgeschichten, die jedes Mal mit einer Aufforderung an die Zuschauer schlossen, sich an der Fernseh-Lotterie zu beteiligen, und lieh allen Figuren seine Stimme. In den letzten sieben Jahren übernahm der Parodist Jörg Knör die Synchronisation der Zeichentrickfiguren. Mit der letzten Folge von Der große Preis endeten auch die Abenteuer von Wum und Wendelin. Heute ist das Paar auf der letzten Seite der Fernsehzeitschrift Gong zu sehen.

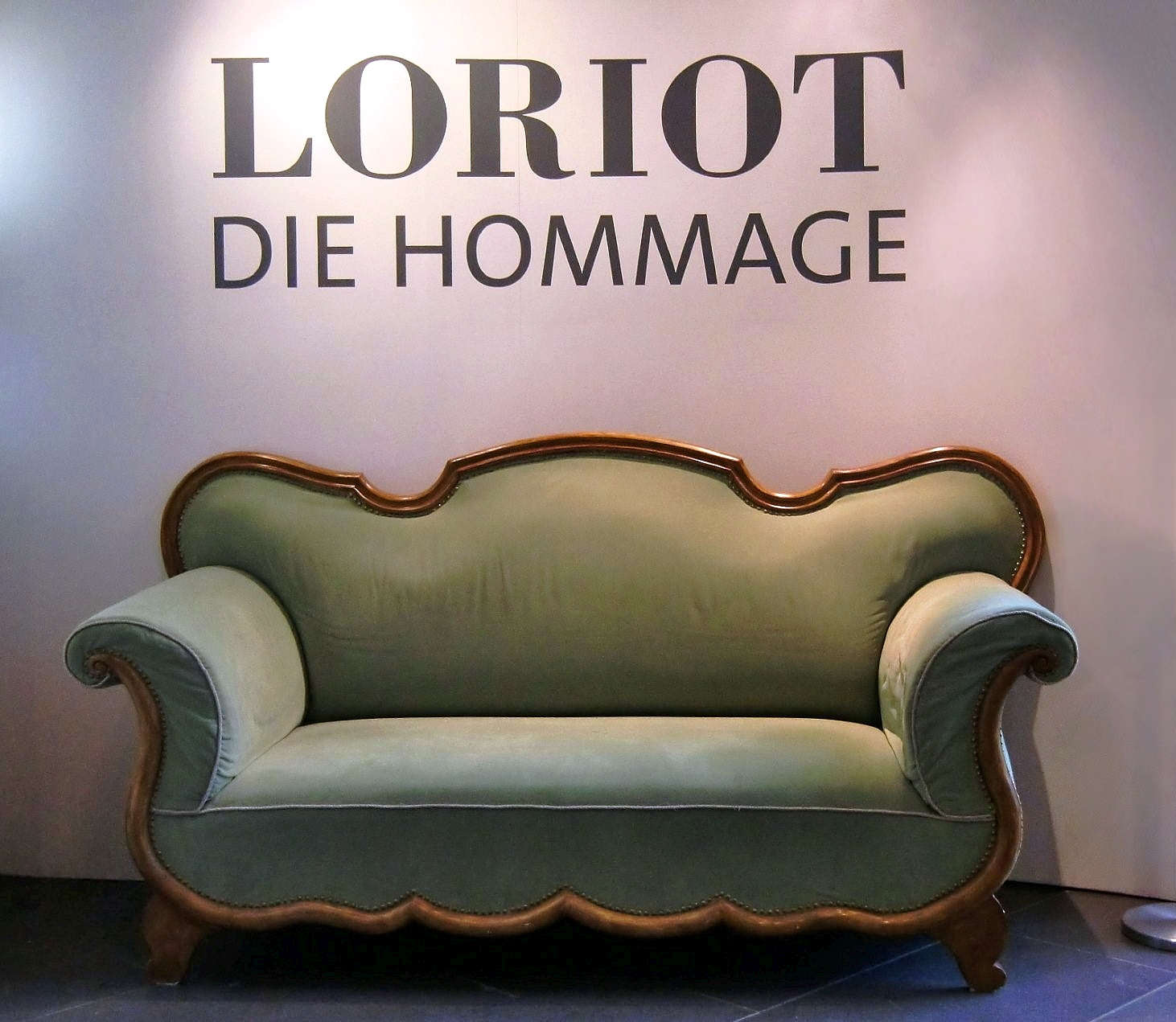
Das grüne Sofa aus der Fernsehserie Loriot; Ausstellung im Haus der Geschichte in Bonn (2009). Seit 2011 steht es im Foyer von Radio Bremen.

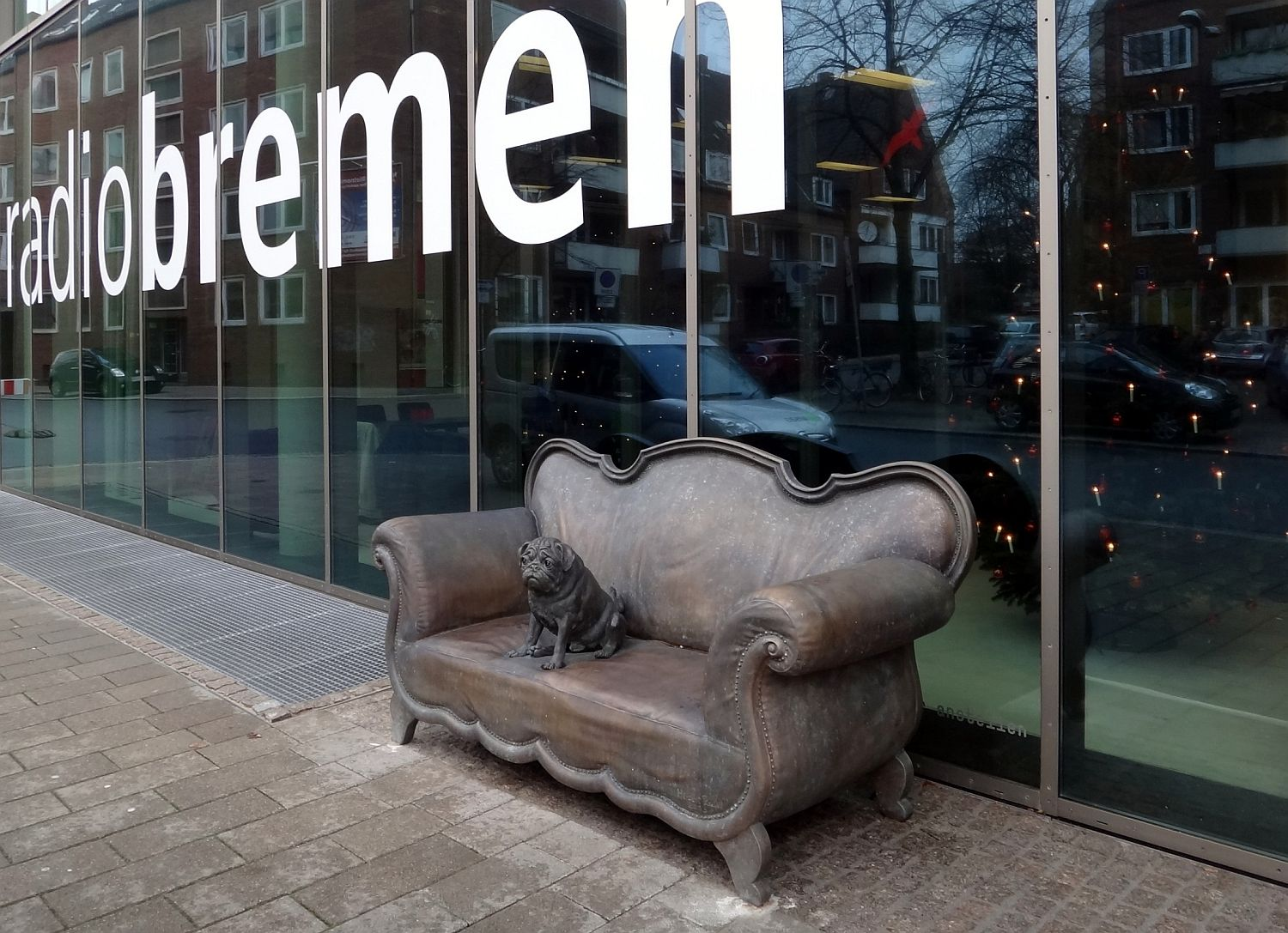
Bronzereplik des Loriot-Sofas mit Mops vor dem Funkhaus von Radio Bremen (2013)

1972 endete die Serie Cartoon. 1974 produzierte der Süddeutsche Rundfunk unter dem Titel Loriots Telecabinet eine Einzelsendung, die bereits einiges von dem vorwegnahm, was im Laufe des Jahrzehnts noch kommen sollte. 1976 entstand mit Loriots sauberer Bildschirm die erste Folge der sechsteiligen Fernsehserie Loriot bei Radio Bremen, in der er sowohl Zeichentrickfilme als auch gespielte Sketche (letztere oft zusammen mit Evelyn Hamann) präsentierte. Die Serie gilt als Höhepunkt seines Fernsehschaffens und machte Loriot zu einem festen Bestandteil deutscher Fernseh-, Literatur-, Kultur- und Sozialgeschichte. Die Sketche und Trickfilme wurden in Deutschland sehr populär und werden teilweise noch immer regelmäßig im Fernsehen wiederholt. Die Anmoderationen und humoristischen Einlagen von Loriot und (später auch) Evelyn Hamann zwischen den Filmbeiträgen fanden auf einem grünen Sofa statt.
1983 produzierte Radio Bremen zu seinem 60. Geburtstag für die ARD die Sendung Loriots 60. Geburtstag, in der alte Sketche mit einer neuen Rahmenmoderation verknüpft wurden. Auf ähnliche Weise wurden im Laufe der Jahre weitere Sondersendungen anlässlich Loriots 65., 70. und 80. Geburtstag produziert. 1997 wurde die Serie Loriot als vierzehnteilige Neufassung wiederveröffentlicht, für die nicht nur auf die Sketche und Trickfilme der Originalserie, sondern auch auf Beiträge für die Serie Cartoon, Beiträge für das Fernsehmagazin Report sowie jene Sondersendungen zu Loriots runden Geburtstagen zurückgegriffen wurde.

### Klassische Musik und Oper
Eine besondere Liebe entwickelte Loriot zur klassischen Musik und zur Oper. Das Interesse hatten die Großmutter, die ihm als Kind Mozart, Puccini und Bach auf dem Klavier vorspielte, und die Plattensammlung seines Vaters mit Aufnahmen von Opernarien geweckt. In seiner Stuttgarter Zeit wohnte Loriot in Laufweite zur Oper Stuttgart und wirkte als Komparse auf der Opernbühne mit.
1982 dirigierte er das „humoristische Festkonzert“ zum 100. Geburtstag der Berliner Philharmoniker, mit deren Geschichte er durch familiäre Beziehungen verbunden war (Hans von Bülow, der erste Chefdirigent der Philharmoniker, war ein entfernter Verwandter von Loriot). Seine Erzählfassung des Karnevals der Tiere führte Loriot wiederholt mit dem Scharoun Ensemble auf, einem Kammermusikensemble von Musikern der Berliner Philharmoniker.
Als Regisseur inszenierte Loriot die Opern Martha (Stuttgart, 1986) und Der Freischütz (Ludwigsburg, 1988). Seit 1992 wird seine Erzählfassung von Wagners Ring des Nibelungen aufgeführt: Der Ring an einem Abend, uraufgeführt mit dem Ensemble des Nationaltheaters Mannheim. Loriots Ring bildete auch den einzigen Programmpunkt der 1995 erstmals in Berlin veranstalteten Operngala zugunsten der Deutschen AIDS-Stiftung. Loriot war bis 2006 Moderator dieser jährlich in der Deutschen Oper Berlin ausgerichteten Veranstaltung. Seine Moderationstexte bildeten später den Grundstock für Loriots kleinen Opernführer. Sein Nachfolger als Moderator der AIDS-Gala war ab 2007 Max Raabe.
Für Leonard Bernsteins Operette Candide verfasste Loriot neue Texte für eine konzertante Aufführung, welche die Handlung besser verständlich machten und dem Stück in Deutschland zu neuer Popularität verhalfen. Die Neufassung des konzertanten Candide wurde 1997 im Prinzregententheater München uraufgeführt. Loriot sprach die Texte in Aufführungen selbst.

### Kinofilme
1988 drehte Loriot als Autor, Regisseur und Hauptdarsteller den Film Ödipussi, 1991 folgte dann Pappa ante portas. Dabei spielte Evelyn Hamann jeweils die weibliche Hauptrolle. Produziert wurden beide Filme von Horst Wendlandt, der auch die meisten Filme von Otto Waalkes und Hape Kerkeling produzierte.
Im Film Otto – Der Außerfriesische, von 1989, hat Loriot einen Cameo-Auftritt.

### Späte Aktivitäten, Ehrungen
- Loriot gründete in Brandenburg an der Havel die Vicco-von-Bülow-Stiftung. Sie fördert den Erhalt von Denkmälern und Kunstschätzen; des Weiteren werden bedürftige Einwohner der Stadt unterstützt.[36]
- Loriot gehörte dem im August 2004 in München aus Protest gegen die Rechtschreibreform gegründeten Rat für deutsche Rechtschreibung e. V. als Ehrenmitglied an.[37]
- Im April 2006 gab Loriot bekannt, sich als Fernsehschaffender zurückzuziehen, da seiner Meinung nach in diesem Medium wegen der entstandenen Schnelllebigkeit keine humoristische Qualität mehr zu erzielen sei.[38]
- Anlässlich seines 85. Geburtstages fand von November 2008 bis März 2009 im Filmmuseum Berlin die bislang größte Ausstellung zu seinem Werk statt.[39]
- Als Loriot am 26. August 2009 der Bremer Stadtmusikantenpreis verliehen wurde und er diesen aus gesundheitlichen Gründen nicht persönlich annehmen konnte, schenkte er Radio Bremen zum Dank eine Zeichnung der Bremer Stadtmusikanten aus seiner Feder. Die Darstellung der Märchenfiguren trägt typische Merkmale seiner künstlerischen Handschrift, einschließlich Knollennasenmännchen und Mops. Seitdem erhielten alle Preisträger einen Abdruck dieser Zeichnung.[40]
- Am 19. September 2009 fand in Brandenburg an der Havel, Loriots Geburtsort, in seinem Beisein die feierliche Übergabe der restaurierten Nordkapelle (seiner Taufkapelle) in der St.-Gotthardt-Kirche statt. Die Stadt Brandenburg hatte zu einer Spendenaktion aufgerufen, um ihm dieses Geschenk zu seinem 85. Geburtstag machen zu können.[41][42]
- Im November 2010 erschien der DVD-Schuber Loriot und die Musik, der neben den aufgezeichneten Inszenierungen von Martha und Freischütz auch Leonard Bernsteins Candide enthält, eine Live-Aufnahme mit dem Ensemble des Gärtnerplatztheaters am 12. November 2003, seinem 80. Geburtstag, im Münchner Prinzregententheater, Moderationen der AIDS-Galas in der Deutschen Oper Berlin sowie andere musikbezogene Aufnahmen.
- Am 3. Januar 2011 erschienen vier Wohlfahrtsmarken mit Motiven aus bekannten Zeichentrickfilmen von Loriot: Das Frühstücksei, Herren im Bad, Auf der Rennbahn und Der sprechende Hund.[43] Die Zeichnungen hat Vicco von Bülow alias Loriot selbst ausgewählt und als Motive für die Wohlfahrtsmarken zur Verfügung gestellt.[44]
- Die Stadtverordnetenversammlung von Brandenburg an der Havel beschloss am 27. Juni 2012, der städtischen Musikschule den Namen „Vicco von Bülow“ zu verleihen.[45]

### Tod

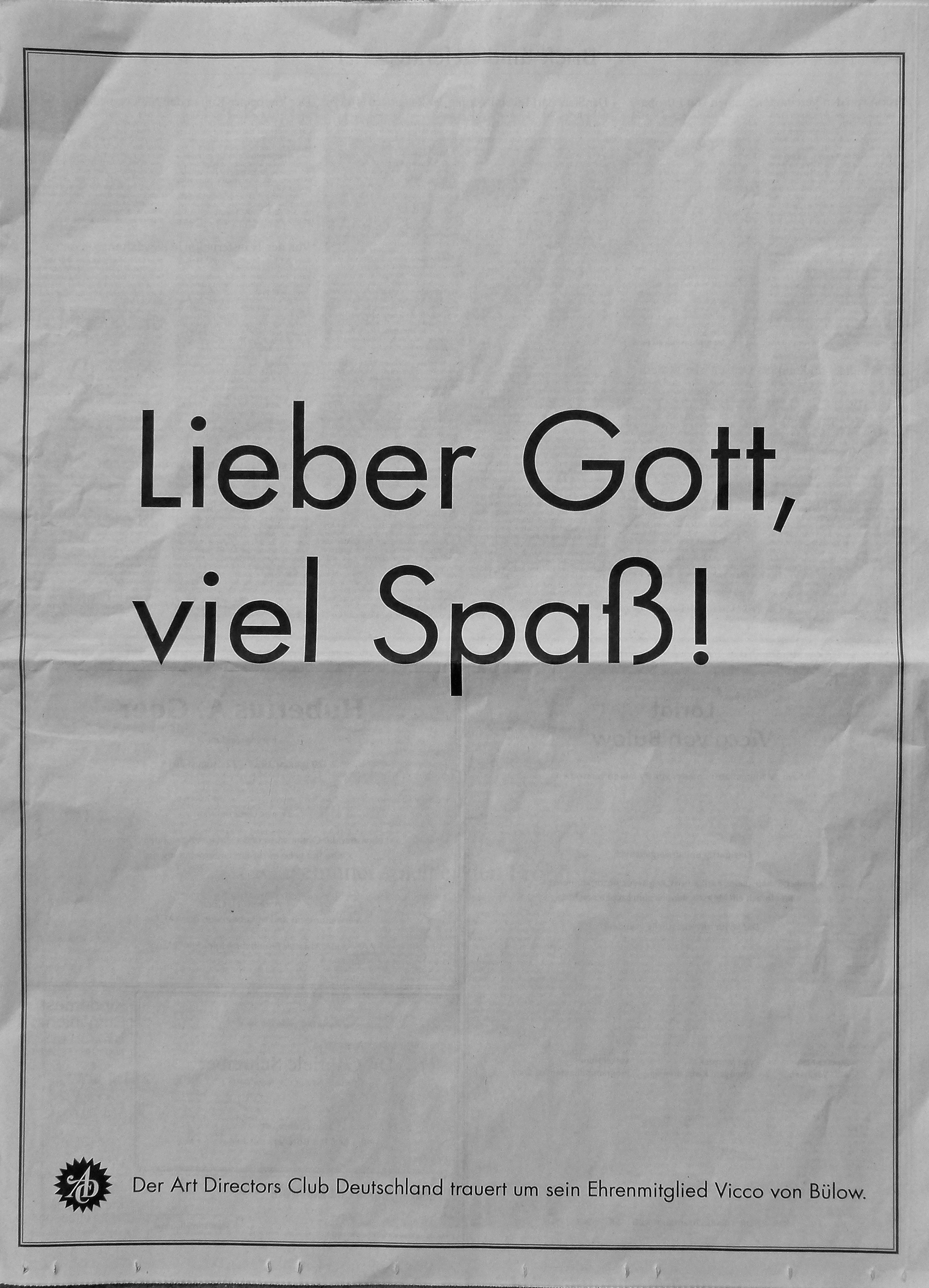
Traueranzeige des Art Directors Club Deutschland. Loriot war dessen Ehrenmitglied.

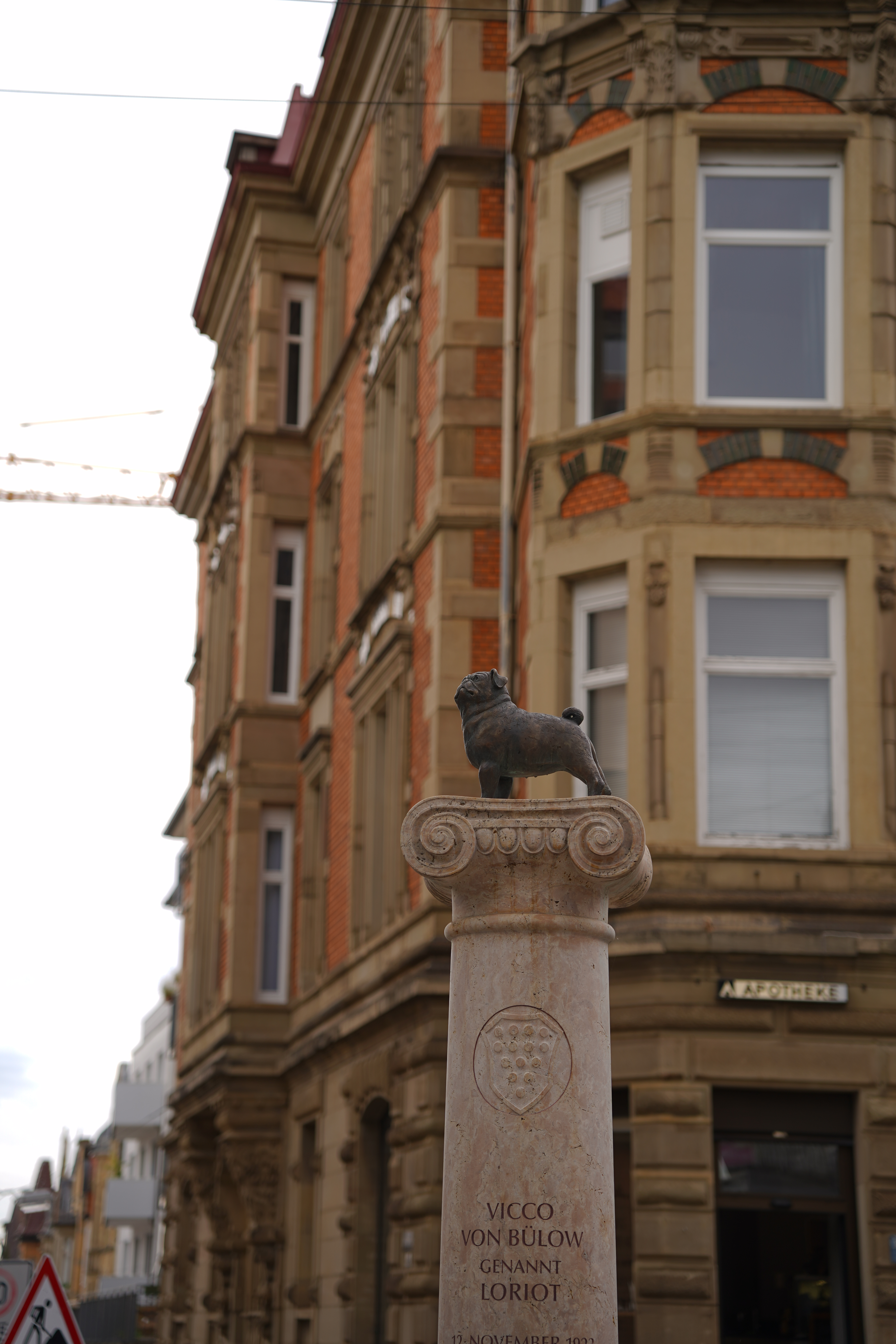
Gedenksäule mit Loriots Mops in Stuttgart, im Hintergrund sein ehemaliges Wohnhaus

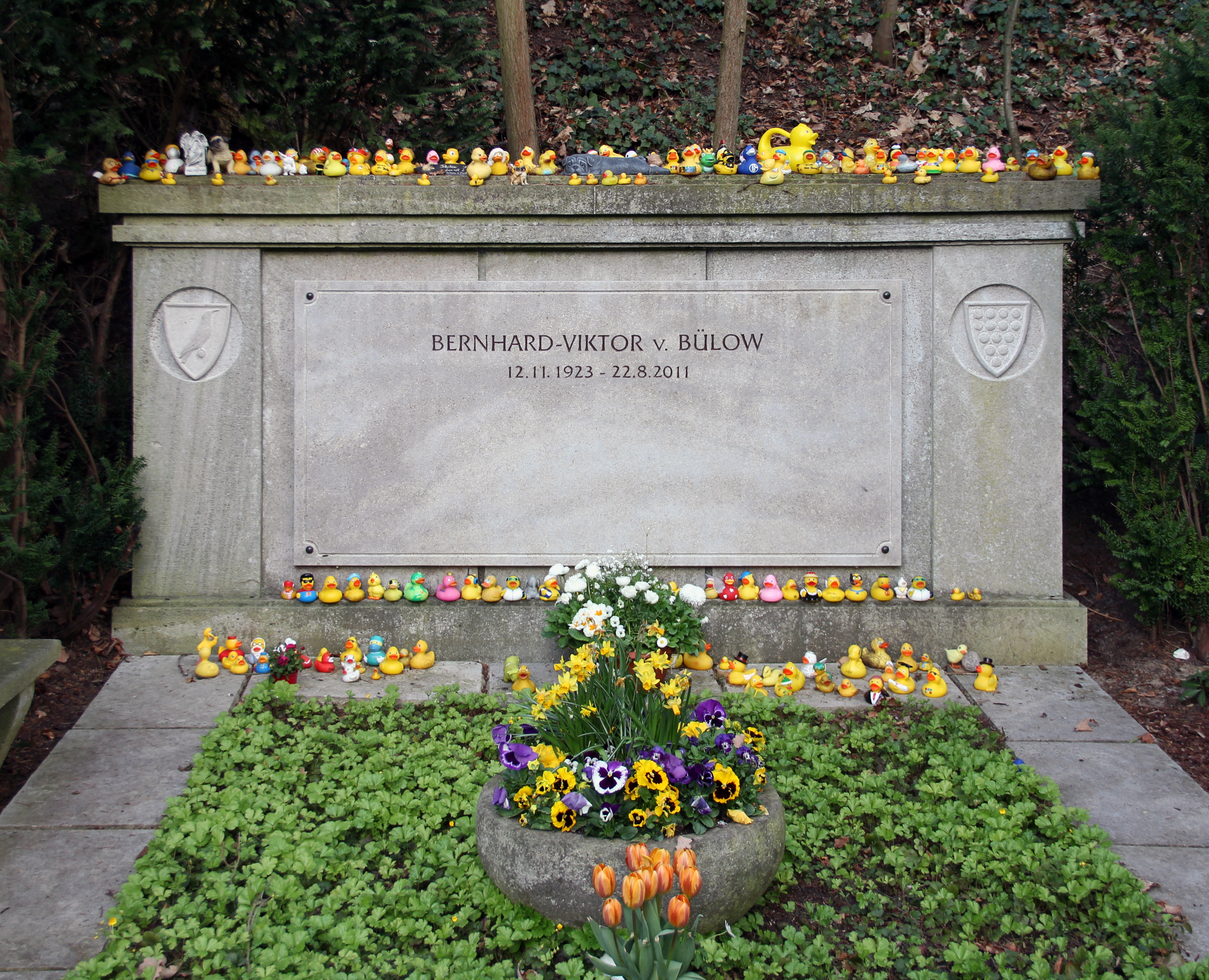
Ehrengrab von Vicco von Bülow auf dem Berliner Waldfriedhof Heerstraße

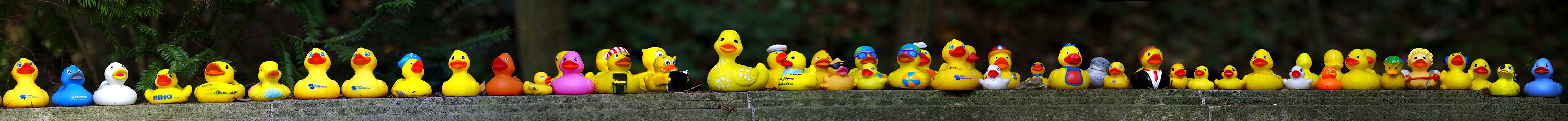
Gummienten als Devotionalien auf Loriots Grabstein (Hommage an den Sketch „Herren im Bad“)

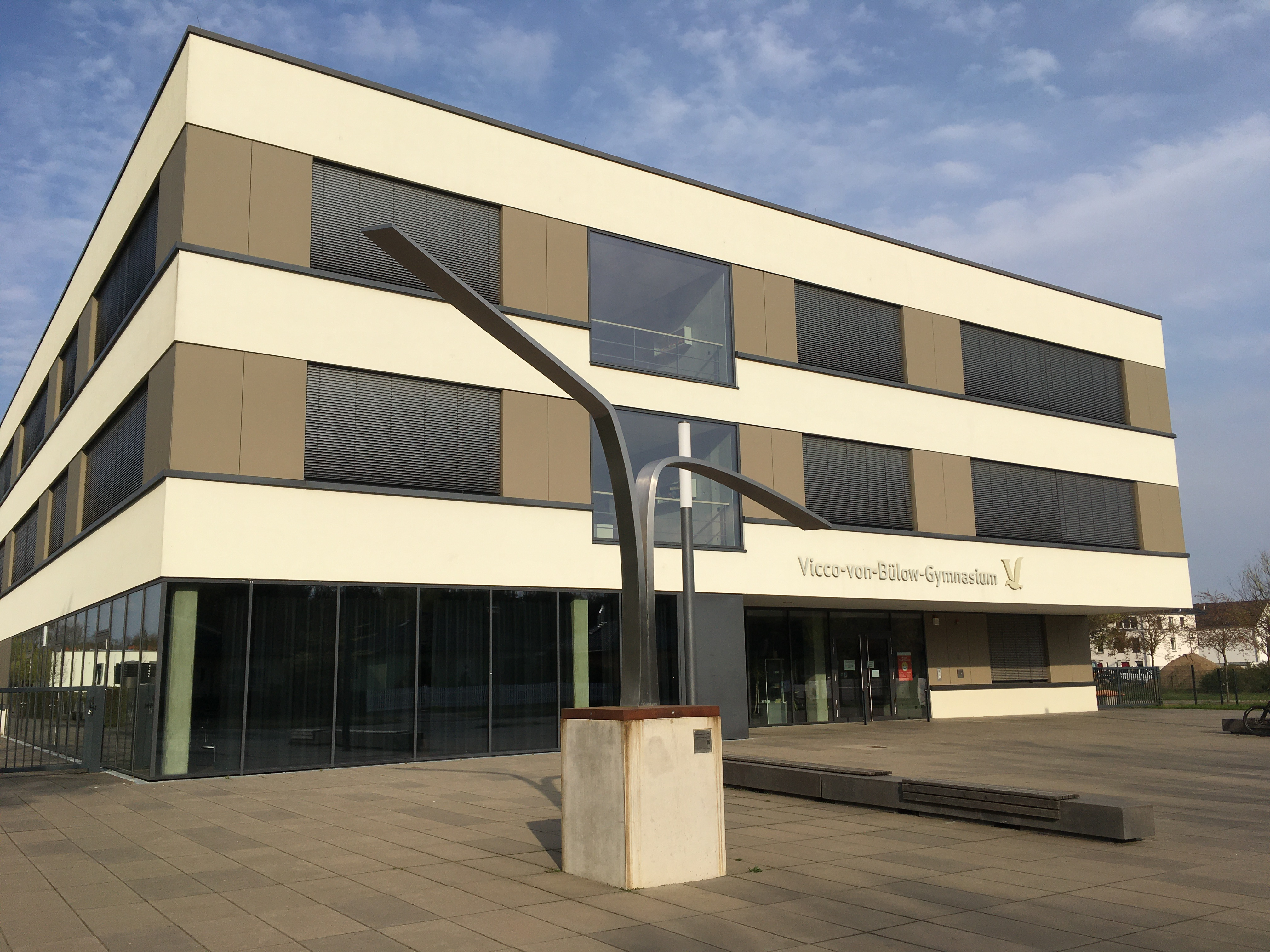
Vicco-von-Bülow-Gymnasium in Stahnsdorf

Vicco von Bülow starb am 22. August 2011 im Alter von 87 Jahren in Ammerland am Starnberger See. Er wurde am 30. August 2011 im engsten Familienkreis auf dem Waldfriedhof Heerstraße im Berliner Ortsteil Westend beigesetzt. Die Grablage: Erb. 2d-3a/b/c ist seit 2020 als Ehrengrab des Landes Berlin gewidmet. In der evangelisch-lutherischen St.-Gotthardt-Kirche in Brandenburg/Havel, wo von Bülow am 30. Dezember 1923 getauft worden war, wurde ebenfalls ein Trauergottesdienst für ihn gehalten. Loriot hatte 1986 öffentlich zu Spenden für die Sanierung der Kirche aufgerufen.
Der Art Directors Club trauerte um sein Ehrenmitglied in einer Zeitungsanzeige mit den Worten: „Lieber Gott, viel Spaß!“

## Erinnerungsstätten
Neben dem Grab auf dem Berliner Waldfriedhof an der Heerstraße erinnern in seinem Geburtsort Brandenburg „Loriots Weg“ mit mehreren Stationen, darunter einige seiner Lebens- und Wirkungsstätten, ein sitzendes Knollennasenmännchen und die Figur Müller-Lüdenscheidt an ihn.
In seinem langjährigen Wohnort in Münsing am Starnberger See erinnert ein Brunnen auf dem Dorfplatz an Loriot als einen Ehrenbürger der Gemeinde. Es ist eine Steinbadewanne mit den zwei sitzenden Herren aus Bronze, die sich gegenseitig mit einem Strahl aus dem Mund anspritzen.
Auf dem Eugensplatz in Stuttgart weist seit November 2013 eine Säule darauf hin, dass Loriot dort in Jugendjahren wohnte. Nachdem eine bei einer humoristischen Aktion auf das Denkmal gestellte Mopsfigur für Aufsehen gesorgt hatte und wenig später auf ungeklärte Weise wieder verschwunden war, ziert seit Mai 2014 die Bronzestatue eines Mopses ganz offiziell die Säule. Sie spielt an auf Loriots Ausspruch: „Ein Leben ohne Mops ist möglich, aber sinnlos.“ Seit dem 8. Juni 2015 erinnert auch eine Tafel an der Fassade des Hauses Haußmannstraße 1 daran, dass Loriot „im dritten Stock dieses Hauses von 1938 bis 1941“ wohnte. In Bremen wurde 2013 eine Bronzereplik des Loriot-Sofas – ebenfalls mit Mopsskulptur – vor dem Funkhaus von Radio Bremen postiert. Im selben Jahr fand am Hillmannplatz in der Innenstadt die Einweihung des Loriotplatzes statt. Im Oktober 2012 wurde das staatliche Gymnasium Falkensee (Brandenburg) in Vicco-von-Bülow-Gymnasium umbenannt; 2013 wurde im brandenburgischen Stahnsdorf das Vicco-von-Bülow-Gymnasium eingeweiht.

## Künstlerische Handschrift
Loriots Werke beschäftigen sich hauptsächlich mit zwischenmenschlichen Kommunikationsstörungen.

„Kommunikationsgestörte interessieren mich am allermeisten. Alles, was ich als komisch empfinde, entsteht aus der zerbröselten Kommunikation, aus dem Aneinander-vorbei-Reden.“

Seine Cartoons leben vom Kontrast zwischen der dargestellten Situation, der dabei zur Schau getragenen Würde seiner Knollennasenmännchen und den Legendentexten. Eines dieser Elemente fällt immer aus dem Rahmen, etwa der Legendentext „Wir fordern die Gleichberechtigung zwischen Mann und Frau, auch wenn der Säugling dabei vorübergehend an Gewicht verlieren sollte“ unter der Darstellung eines sich distinguiert ein Kleinkind an die Brust legenden knollennasigen Herrn. Ein anderer Cartoon zeigt, wie einem Anstreicher, der am oberen Rand eines hohen Schornsteins arbeitet, der Pinsel herunterfällt, wozu der Legendentext trocken anmerkt: „Reine Dachshaarpinsel sind zwar empfindlich, aber bei feinen Arbeiten sauberer im Strich.“

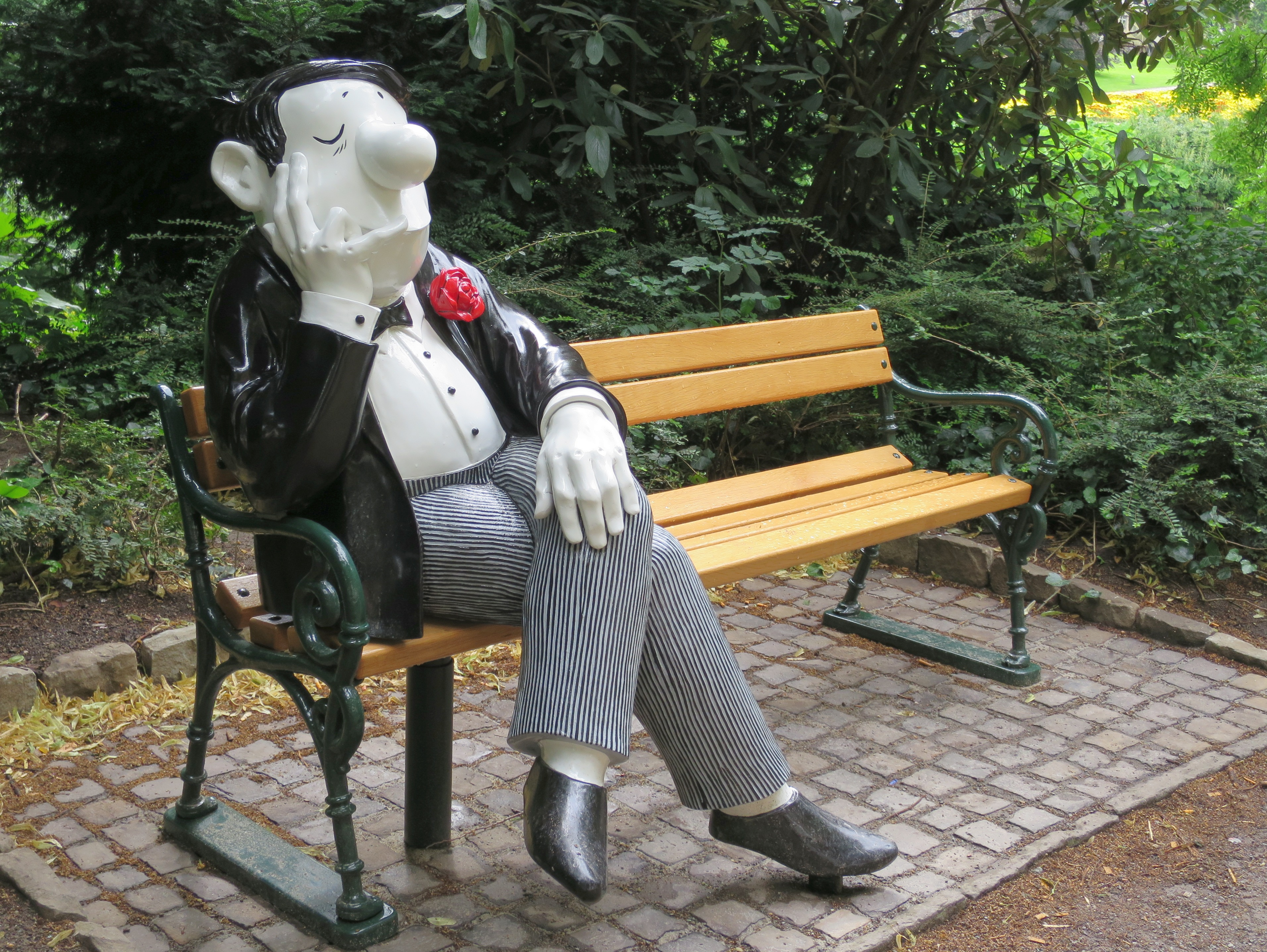
Skulptur im Stil typischer Loriot-Zeichnungen: Roman Strobl, Bronze mit Bemalung von Patrick Przewloka, 2016 (nach dem Titelbild von „Loriots großer Ratgeber“ 1983), Loriotplatz, Bremen

Themen der Cartoons sind insbesondere das Alltagsleben, Szenen aus der Familie und der bürgerlichen Gesellschaft und oft die sprichwörtliche „Tücke des Objekts“. Loriot machte das Absurde sichtbar, das in normalen Alltagssituationen steckt, und karikierte etwa in seinen „Ratgebern“ die insbesondere in der bundesdeutschen Nachkriegsgesellschaft verbreitete Sehnsucht nach festen, erlernbaren Regeln im gesellschaftlichen Umgang, deren Beachtung vor Peinlichkeiten bewahren sollte, und die dabei zu beobachtende Unbeholfenheit. Die Komik entsteht oft dadurch, dass die Figuren sich auch in unpassenden und grotesken Situationen (etwa wenn zwei einander unbekannte Herren versehentlich in derselben Badewanne gelandet sind) darum bemühen, sich an Gepflogenheiten zu halten, wodurch ein oft absurder Humor erzeugt wird. In seinen Filmen und Sketchen zeigte Loriot gewissermaßen die Contenance von Menschen, die in den verschiedensten Situationen durch ihre bürgerlichen Umgangsformen und Rituale eine Katastrophe (oder zumindest den destruktiven Ausbruch von Aggressionen) zu verhindern und so ihre Würde und die gesellschaftliche Ordnung zu wahren versuchen, aber oft tragikomisch ins Absurde und Chaotische abgleiten. Auffallend sind daneben gekonnt eingesetzte schlüpfrige Akzente.
Einige Erfindungen und Formulierungen Loriots wurden im deutschen Sprachraum Allgemeingut. Dazu gehören das Jodeldiplom, die Steinlaus (die sogar mit einem Eintrag im Pschyrembel vertreten ist) und der Kosakenzipfel mit den den Konflikthöhepunkt des zugehörigen Sketches markierenden Beschimpfungen „Jodelschnepfe“ und „Winselstute“, aber auch Sätze wie „Da hab’ ich was Eigenes, [da] hab’ ich mein Jodeldiplom“, „Und Reiter werden ja immer gebraucht!“, „Bitte sagen Sie jetzt nichts…“, „Das ist fein beobachtet“, „Früher war mehr Lametta!“, „Ein Klavier, ein Klavier!“, „Das Bild hängt schief!“, „Es saugt und bläst der Heinzelmann, wo Mutti sonst nur saugen kann“ (sowie die Variante „wo Mutti sonst nur blasen kann“), „Männer und Frauen passen (einfach) nicht zusammen!“, „Frauen haben auch ihr Gutes“ oder das lakonische „Ach (was)!“

## Urheberrechtsstreitigkeiten
Im März 2012 entschied das Landgericht Berlin zu Gunsten der Erben von Vicco von Bülow, dass Wikipedia Wohlfahrtsmarken mit den Motiven von Loriot nicht zeigen darf. Die Abbildungen waren bereits im Herbst 2011 nach einer einstweiligen Verfügung entfernt worden.
Die im Münchner riva Verlag kurz nach Loriots Tod erschienene Biografie musste Mitte Januar 2013 aufgrund von Urheberrechtsverstößen vom Markt genommen werden. Loriots Tochter Susanne von Bülow hatte vor dem Landgericht Braunschweig dagegen geklagt, dass das Buch zu viele Zitate Loriots enthalte. Die Klägerin erzielte einen Teilerfolg. Das Buch wurde später in veränderter Form neu aufgelegt.
2019 mussten sich zwei Münchener Gerichte mit dem Satz „Früher war mehr Lametta!“ beschäftigen. Loriots Erben wollten einem Hersteller verbieten, diesen Satz auf T-Shirts zu drucken. Beide Gerichte entschieden jedoch, dem Satz allein fehle die „hinreichende Schöpfungshöhe“. „Seine Besonderheit und Originalität erfahre dieser Satz durch die Einbettung in den Loriot-Sketch Weihnachten bei Hoppenstedts und die Situationskomik.“

## Werke

### Bücher

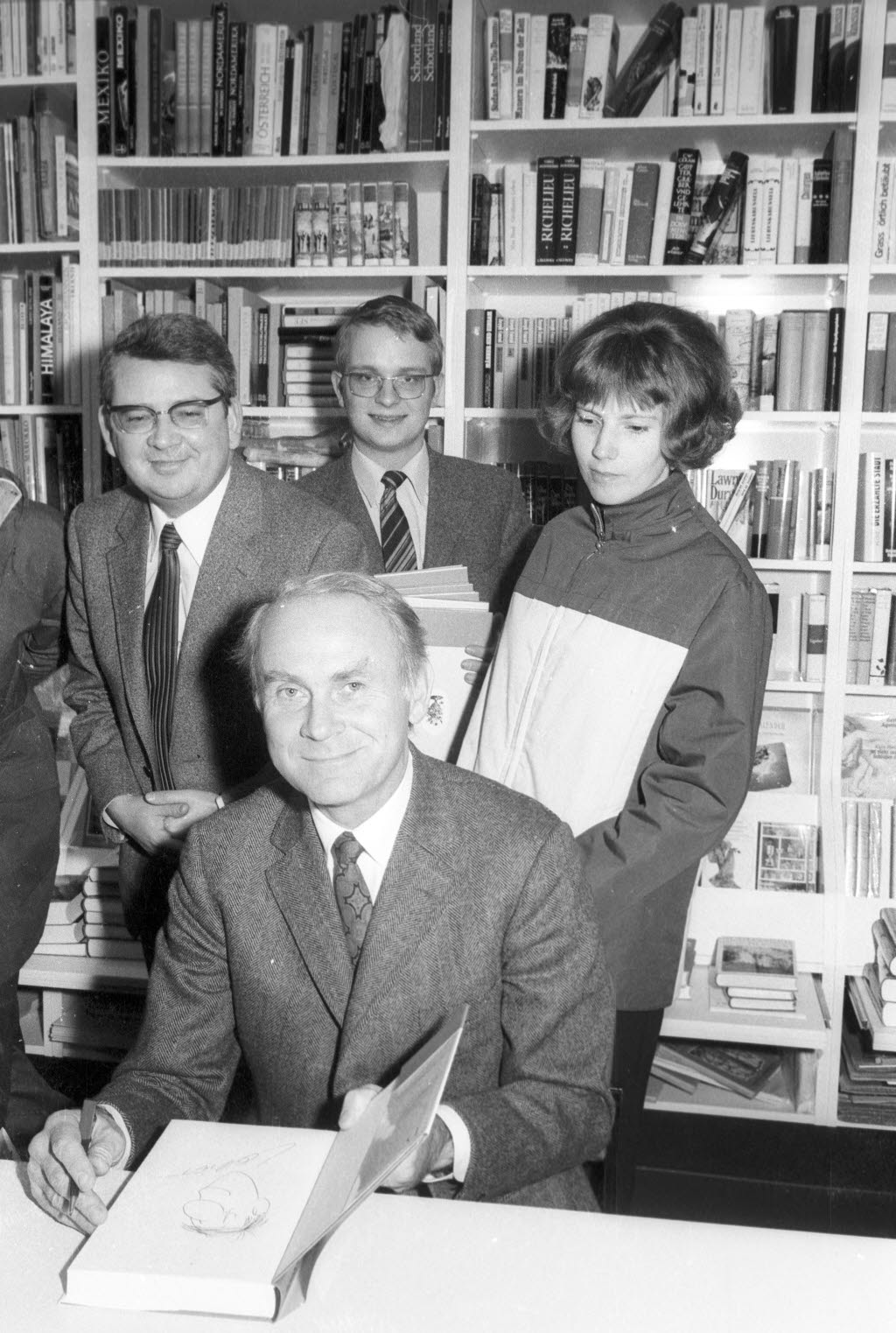
Loriot während einer Autogrammstunde (1969)

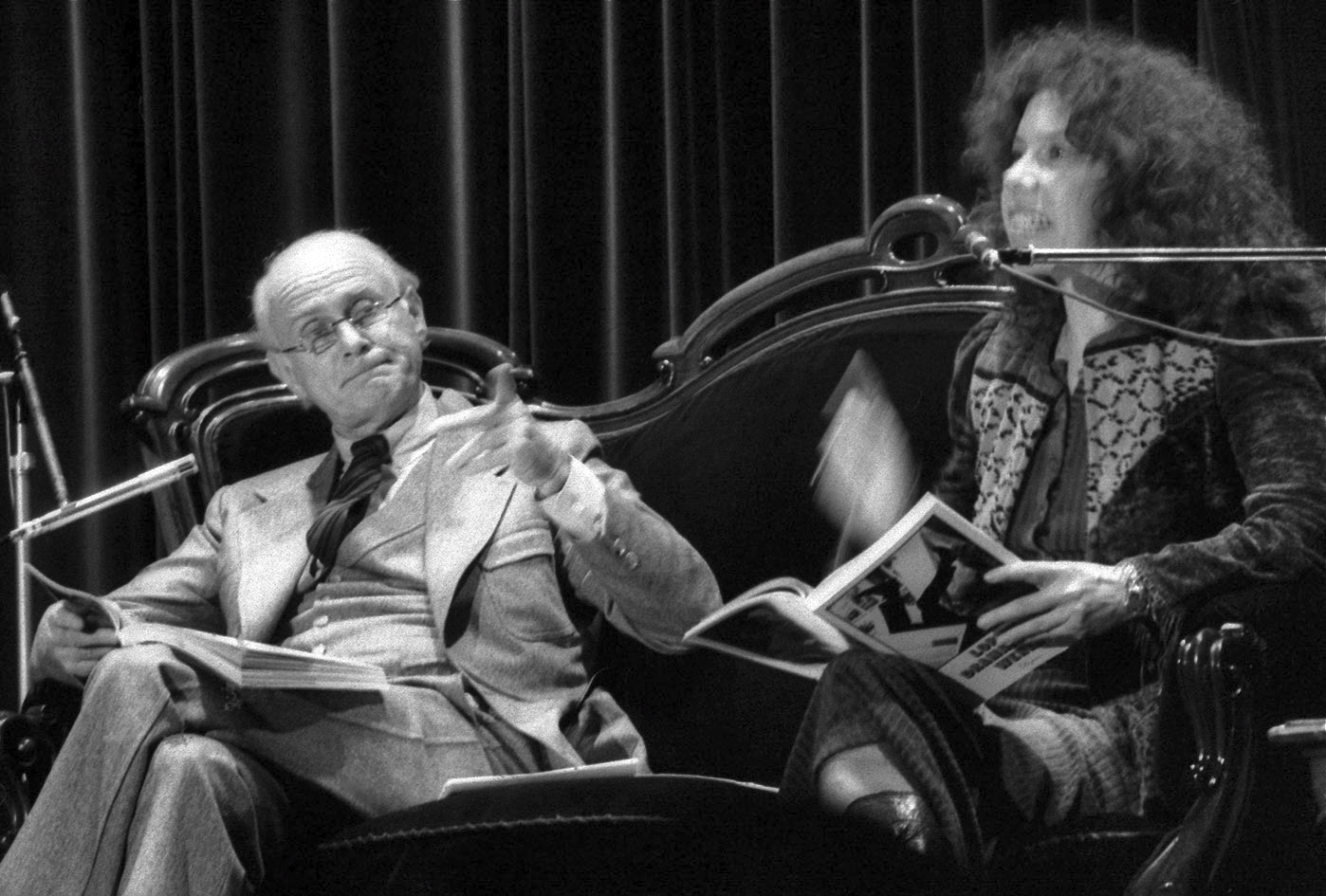
Loriot und Evelyn Hamann bei einer Lesung aus Loriots dramatische Werke (frühe 1980er)

Die ISBN und der Verlag beziehen sich auf die aktuelle Ausgabe.
- Reinhold das Nashorn. Wolf Uecker und Günther Dahl schrieben alles auf, was sie über Reinhold und seine Familie erfahren konnten. Blüchert, Stuttgart 1954, DNB 453083846; NA: Mit Versen von Basil, Diogenes, Zürich 1968, DNB 457460504; rororo Rotfuchs 122, Reinbek bei Hamburg 1976, ISBN 3-499-20122-4.
- Auf den Hund gekommen. Diogenes, Zürich 1954, ISBN 3-257-51001-2.
- Unentbehrlicher Ratgeber für das Benehmen in feiner Gesellschaft. Bärmeier & Nikel, Frankfurt am Main 1955 DNB 453083811.
- Glücklich auf den Leim gegangen, 2 Fachleute verraten 20 bewährte Liebestricks, mit Egon Jameson. Bärmeier & Nikel, Frankfurt am Main 1956, DNB 452174090.
- Wie wird man reich, schlank und prominent? Ein reich bebildertes Lehrbuch, mit Egon Jameson, Corey Ford, Bärmeier & Nikel, Frankfurt am Main 1956, DNB 452174546, (NA herausgegeben von Heinrich Mehrman: Goldmann, München 1987, ISBN 3-442-30330-3).
- Wie gewinnt man eine Wahl? Ein erschöpfender Leitfaden f. Wähler u. Politiker aller Parteien, herausgegeben von Egon Jameson u. Loriot, durch zahlreiche treffliche Kapitel ergänzt von Kurt Halbritter. Bärmeier & Nikel, Frankfurt am Main 1957, DNB 574083138.
- Der gute Ton – Das Handbuch feiner Lebensart in Wort und Bild. Diogenes, Zürich 1957, ISBN 3-257-51009-8.
- Der Weg zum Erfolg. Diogenes, Zürich 1958, ISBN 3-257-51012-8.
- Wahre Geschichten erlogen von Loriot. Diogenes, Zürich 1959, ISBN 3-257-51011-X.
- Für den Fall …. Diogenes, Zürich 1960, ISBN 3-257-51002-0.
- Umgang mit Tieren. Diogenes, Zürich 1962, ISBN 3-257-51010-1.
- Nimm’s leicht. Diogenes, Zürich 1962, ISBN 3-257-51007-1.
- Loriots Wegweiser zum Erfolg. Ullstein, Frankfurt am Main / Berlin 1963, DNB 453083749 (= Ullstein Bücher, Band 427).
- Der gute Geschmack. Diogenes, Zürich 1964, ISBN 3-257-51003-9.
- Neue Lebenskunst in Wort und Bild. Diogenes, Zürich 1966, ISBN 3-257-51005-5.
- Loriots großer Ratgeber. Diogenes, Zürich 1968, ISBN 3-257-01648-4.
- Loriots Tagebuch. Diogenes, Zürich 1970, ISBN 3-257-20114-1.
- Loriots kleine Prosa. Diogenes, Zürich 1971, ISBN 3-257-20013-7.
- Loriots kleiner Ratgeber. Diogenes, Zürich 1971, ISBN 3-257-20161-3.
- Loriots heile Welt. Diogenes, Zürich 1973, ISBN 3-257-00927-5.
- Menschen, die man nicht vergisst. Diogenes, Zürich 1974, ISBN 3-257-00780-9.
- Loriots Wum und Wendelin. Diogenes, Zürich 1977, ISBN 3-257-00963-1.
- Loriots Mini-Ratgeber. Diogenes, Zürich 1980, ISBN 3-257-79024-4.
- Die Ehe für Anfängerinnen. Diogenes, Zürich 1981, ISBN 3-257-00676-4.
- Loriots dramatische Werke. Diogenes, Zürich 1981, ISBN 3-257-01650-6.
- Möpse & Menschen. Eine Art Biographie. Diogenes, Zürich 1983, ISBN 3-257-01653-0.
- Peter und der Wolf. Ein musikalisches Märchen von Serge Prokofieff. Mit Bildern von Jörg Müller. Aarau, Frankfurt/M., Salzburg: Sauerländer 1985, ISBN 3-7941-2724-2.
- Szenen einer Ehe. Diogenes, Zürich 1986, ISBN 3-257-51008-X.
- Loriots kleines Tierleben von B bis Z. Diogenes, Zürich 1986, ISBN 3-257-79025-2.
- Loriots kleines Buch der Katastrophen. Diogenes, Zürich 1987, ISBN 3-257-79023-6.
- Loriot. Diogenes, Zürich 1988, ISBN 3-257-02045-7.
- Loriots Ödipussi. Diogenes, Zürich 1988, ISBN 3-257-01762-6.
- Pappa ante portas. Diogenes, Zürich 1991, ISBN 3-257-01886-X.
- Herren im Bad. Diogenes, Zürich 1997, ISBN 3-257-02060-0.
- Enkel für Anfänger. Diogenes, Zürich 1998, ISBN 3-257-00794-9.
- Große Deutsche. Diogenes, Zürich 1998, ISBN 3-257-02067-8.
- Das Frühstücksei. Diogenes, Zürich 2003, ISBN 3-257-02081-3.
- Herzliche Glückwünsche. Ein umweltfreundliches Erzeugnis. Diogenes, Zürich 2005, ISBN 3-257-51004-7.
- Gesammelte Prosa. Diogenes, Zürich 2006, ISBN 3-257-06481-0.
- Bitte sagen Sie jetzt nichts. Gespräche. Ausgewählt von Daniel Keel und Daniel Kampa, herausgegeben von Daniel Keel. Diogenes, Zürich 2011, ISBN 978-3-257-06787-3.
- Spätlese. Herausgeber: Susanne von Bülow, Peter Greyer, OA Krimmel. Diogenes, Zürich 2013, ISBN 978-3-257-02121-9.
- Der ganz offene Brief. Herausgeber: Susanne von Bülow, Peter Greyer, OA Krimmel. Hoffmann und Campe, Hamburg 2014, ISBN 978-3-455-40514-9.

### Filmografie

#### Spielfilme
- 1940: Friedrich Schiller – Der Triumph eines Genies
- 1957: Haie und kleine Fische
- 1959: Die Brücke
- 1961: Das Wunder des Malachias
- 1962: Der längste Tag
- 1979: Noch ’ne Oper
- 1981: Wer spinnt denn da, Herr Doktor?
- 1988: Ödipussi
- 1989: Otto – Der Außerfriesische
- 1991: Pappa ante portas

#### Fernsehserien
- 1967–1972: Cartoon (Magazinsendung, 21 Folgen)
- 1970: Journal 1870/71 (Fernsehserie, 1 Folge)
- 1974: Loriots Telecabinet (einteilige Fernsehsendung)
- 1976–1978: Loriot I–VI (Fernsehsendung, 6 Folgen)
- 1979: Berliner Philharmoniker I (Konzertfilm; als Dirigent)
- 1980–1981: Report Baden-Baden (Sketche für die Sendung)
- 1982: Berliner Philharmoniker II (Konzertfilm; als Dirigent)
- 1982: Bekenntnisse des Hochstaplers Felix Krull (Fernsehserie, 1 Folge)
- 1983: Loriots 60. Geburtstag (Sondersendung)
- 1987: Evelyn und die Männer (Fernsehfilm)
- 1988: Loriots 65. Geburtstag (Sondersendung)
- 1993: Loriots 70. Geburtstag (Sondersendung)
- 1997: Loriot 1–14 – Zusammenschnitt von Sketchen aus Loriot I–VI, Loriots Telecabinet, Cartoon und anderen Produktionen mit zum Teil neuen Zwischenmoderationen von Loriot
- 2003: Loriots 80. Geburtstag (Sondersendung)
- 2023: Loriots große Trickfilmrevue – Zusammenschnitt von 31 Cartoons in einer Filmrolle

### DVD
- Loriot – Sein großes Sketch-Archiv. 4 DVDs. Warner Home Entertainment, 2001.
- Loriot – Vollständige Fernseh-Edition. 6 DVDs. Warner Home Video, 2007.
- Loriot – Loriot und die Musik. 5 DVDs. Warner Home Entertainment, 2010.

### Theater / Oper / Musik
- Neue Texte zu Prokofjews musikalischem Märchen Peter und der Wolf und Saint-Saëns’ Karneval der Tiere (Deutsche Grammophon 439 648-2 mit Loriot als Sprecher, Daniel Barenboim und dem English Chamber Orchestra) (1982; Text zu Karneval der Tiere 1975)
- Inszenierung der Oper Martha von Friedrich von Flotow an der Staatsoper Stuttgart (Regie, Bühnenbild und Kostüme) (1986), seit der Spielzeit 2007/08 im Repertoire des Staatstheaters am Gärtnerplatz, München
- Inszenierung der Oper Der Freischütz von Carl Maria von Weber bei den Schlossfestspielen Ludwigsburg (1988)
- Neue, verbindende Texte zu Der Ring des Nibelungen (zusammengefasst zu einem Abend) (Richard Wagner) am Nationaltheater Mannheim (1992); auch auf CD aufgenommen
- Neue, verbindende Texte zur konzertanten Aufführung von Candide (Leonard Bernstein) am Prinzregententheater München (1997),[33] im Repertoire des Staatstheaters am Gärtnerplatz,[74][75] auch auf CD verfügbar.[76]

### Klassische Sketche und Zeichentrickfilme
Eine Auswahl der klassischen Sketche und Zeichentrickfilme:
- Auf der Rennbahn
- Der sprechende Hund
- Bettenkauf
- Der Familienbenutzer
- Feierabend
- Fernsehabend
- Flugessen
- Das Frühstücksei
- Herren im Bad
- Die Jodelschule
- Kalbshaxe Florida (Schmeckt’s?)
- Kosakenzipfel
- Liebe im Büro
- Der Lottogewinner
- Mutters Klavier
- Die Nudel
- Studiointerview
- Die Steinlaus
- Weihnachten bei Hoppenstedts (beinhaltet Vertreterbesuch und Adventsgedicht)
- Zimmerverwüstung

## Auszeichnungen und Ehrungen (Auszug)

### Staatliche Orden
- Eisernes Kreuz II. und I. Klasse, beide 1943 erhalten
- Großes Verdienstkreuz des Verdienstordens der Bundesrepublik Deutschland, erhalten 1974
- Bayerischer Verdienstorden, erhalten 1980
- Verdienstorden des Landes Berlin, erhalten 1990
- Bayerischer Maximiliansorden für Wissenschaft und Kunst, erhalten 1995
- Großes Verdienstkreuz mit Stern des Verdienstordens der Bundesrepublik Deutschland, erhalten 1999[78]

### Preise und Ehrungen
- 1968: Lobende Erwähnung beim Adolf-Grimme-Preis für Cartoon
- 1970: Pfeifenraucher des Jahres
- 1973: Adolf-Grimme-Preis mit Silber für Cartoon und Goldene Europa
- 1974: Karl-Valentin-Orden
- 1978: Goldene Kamera
- 1979: Deutscher Kleinkunstpreis
- 1980: Ehrenmitgliedschaft im Art Directors Club
- 1985: Kasseler Literaturpreis für grotesken Humor
- 1986: Telestar Ehrenpreis für Fernsehunterhaltung
- 1986: Critici in erba
- 1988: Bambi
- 1988: Ernst-Lubitsch-Preis für die beste deutschsprachige Filmkomödie (Ödipussi)
- 1992: DIVA – Deutscher Entertainment Preis
- 1993: Bambi
- 1993: Ehrenbürgerschaft in seiner Geburtsstadt Brandenburg an der Havel und seiner Wahlheimat Münsing
- 1993: Mitgliedschaft in der Bayerischen Akademie der Schönen Künste
- 1996: Ehrenlöwe des Fernsehpreises Der Goldene Löwe
- 1997: Mitgliedschaft in der Akademie der Künste (Berlin)
- 1999: Weilheimer Literaturpreis
- 1999: Oberbayerischer Kulturpreis
- 2000: DIVA – Deutscher Entertainment Preis
- 2001: Ehrendoktortitel der Universität Wuppertal[79]
- 2003: Ehrenmitgliedschaft im Ensemble des Münchner Staatstheaters am Gärtnerplatz
- 2003: Honorarprofessur an der Universität der Künste Berlin
- 2004: Jacob-Grimm-Preis Deutsche Sprache[80]
- 2005: Pro meritis scientiae et litterarum
- 2007: Wilhelm-Busch-Preis
- 2007: Platz 1 bei der Wahl zum besten Komiker in der ZDF-Sendung Unsere Besten zum Thema „Komiker & Co.“
- 2007: Deutscher Comedypreis Ehrenpreis
- 2007: Kultureller Ehrenpreis der Landeshauptstadt München
- 2009: Ehrenpreis der Deutschen Filmakademie
- 2009: Stern der Satire in Mainz
- 2009: Bremer Stadtmusikantenpreis
- 2009: Widmung der Taufkapelle von St. Gotthardt[81] in Brandenburg an der Havel
- 2010: Stern auf dem Boulevard der Stars in Berlin
- 2010: Ehrenmitgliedschaft in der Deutschen Gesellschaft für Soziologie
- 2011: Wohlfahrtsmarken mit vier bekannten Cartoons
- 2012: Postume Benennung der Spinnenart Otacilia loriot
- 2012: Benennung des staatlichen Gymnasiums Falkensee nach Vicco von Bülow
- 2013: Umbenennung eines Teils des Hillmannplatzes in Bremen (Contrescarpe Ecke Herdentorsteinweg) vor dem Bistro Grashoff in Loriotplatz[55]
- 2013: Enthüllung einer Säule am Stuttgarter Eugensplatz[82]
- 2013: LovelyBooks Leserpreis in der Kategorie Humor für Spätlese
- 2013: Benennung des Gymnasiums Stahnsdorf nach Vicco von Bülow
- 2017: Zugtaufe eines der ersten neuen Intercity-Express-Züge (ICE 4) nach Vicco von Bülow.[83]
- 2023: 20-Euro-Gedenkmünze anlässlich des 100. Geburtstags[84]
- 2023: Zwei 85-Cent-Sonderbriefmarken (mit Loriot als Schauspieler bzw. die Cartoonfigur) anlässlich des 100. Geburtstags durch das deutsche Finanzministerium[85]

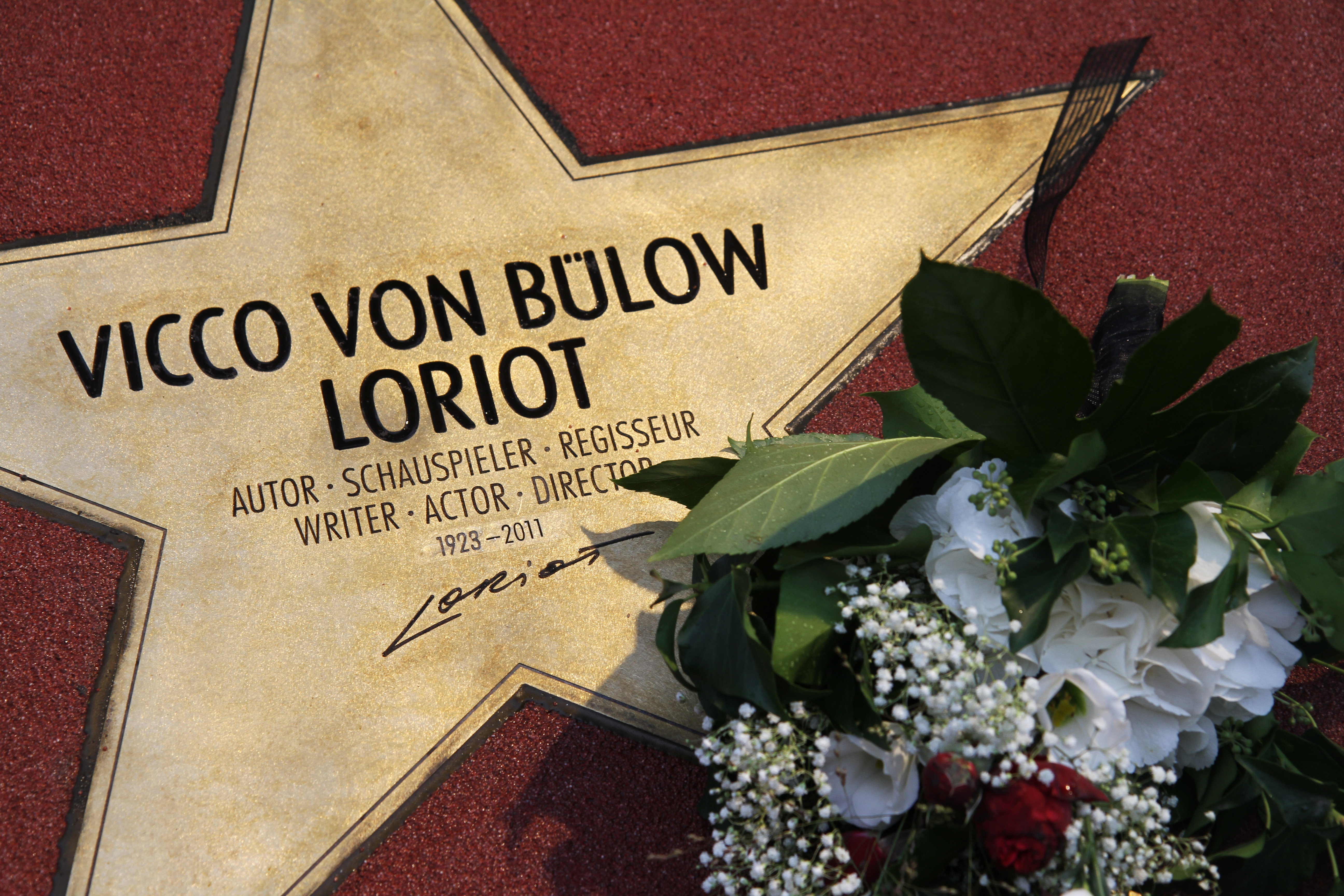
Stern für Loriot mit Blumen zum Gedenken auf dem Boulevard der Stars in Berlin, 2011
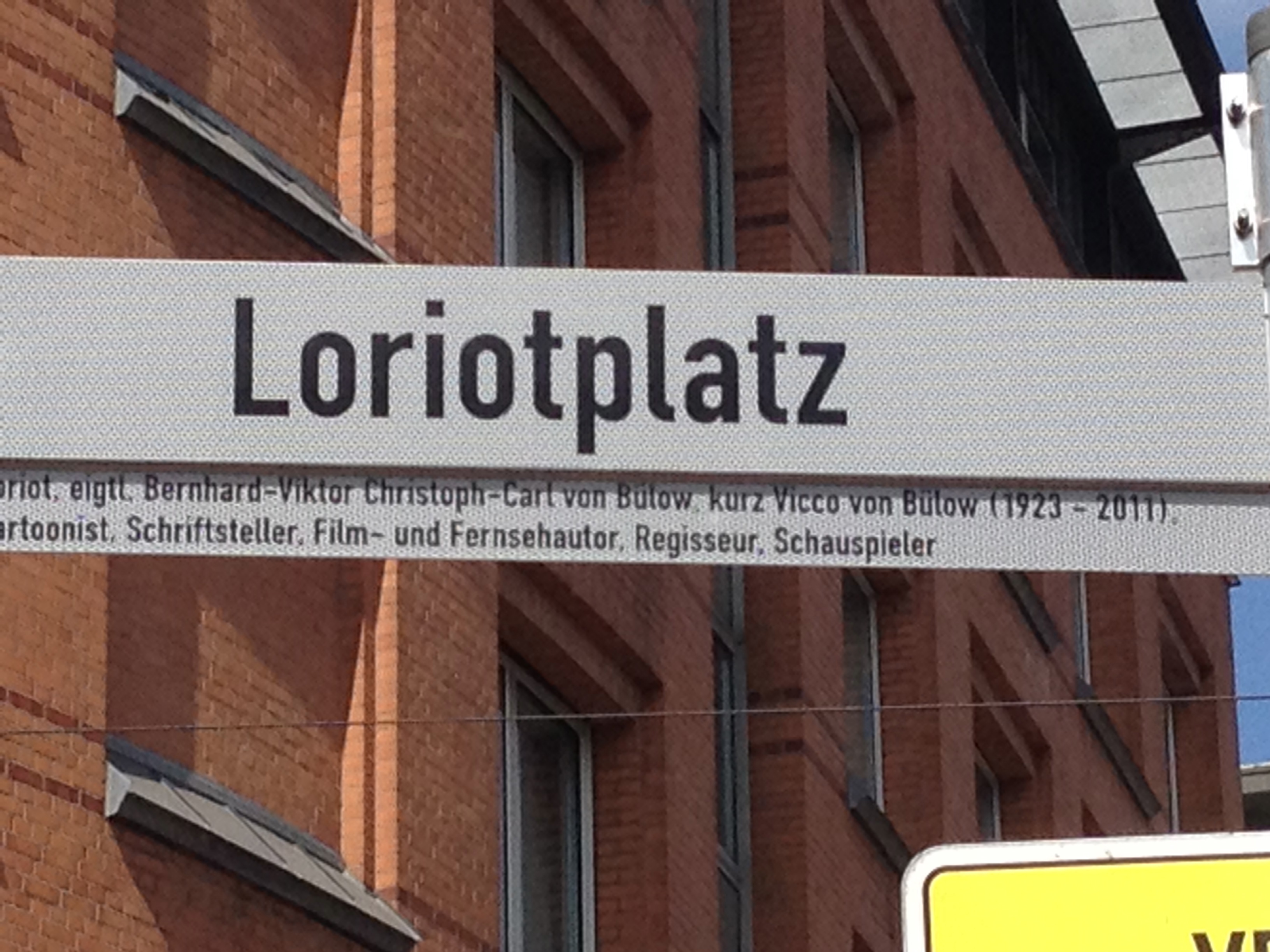
Straßenschild des Loriotplatzes in Bremen (Contrescarpe Ecke Herdentorsteinweg), eingeweiht am 26. Juni 2013
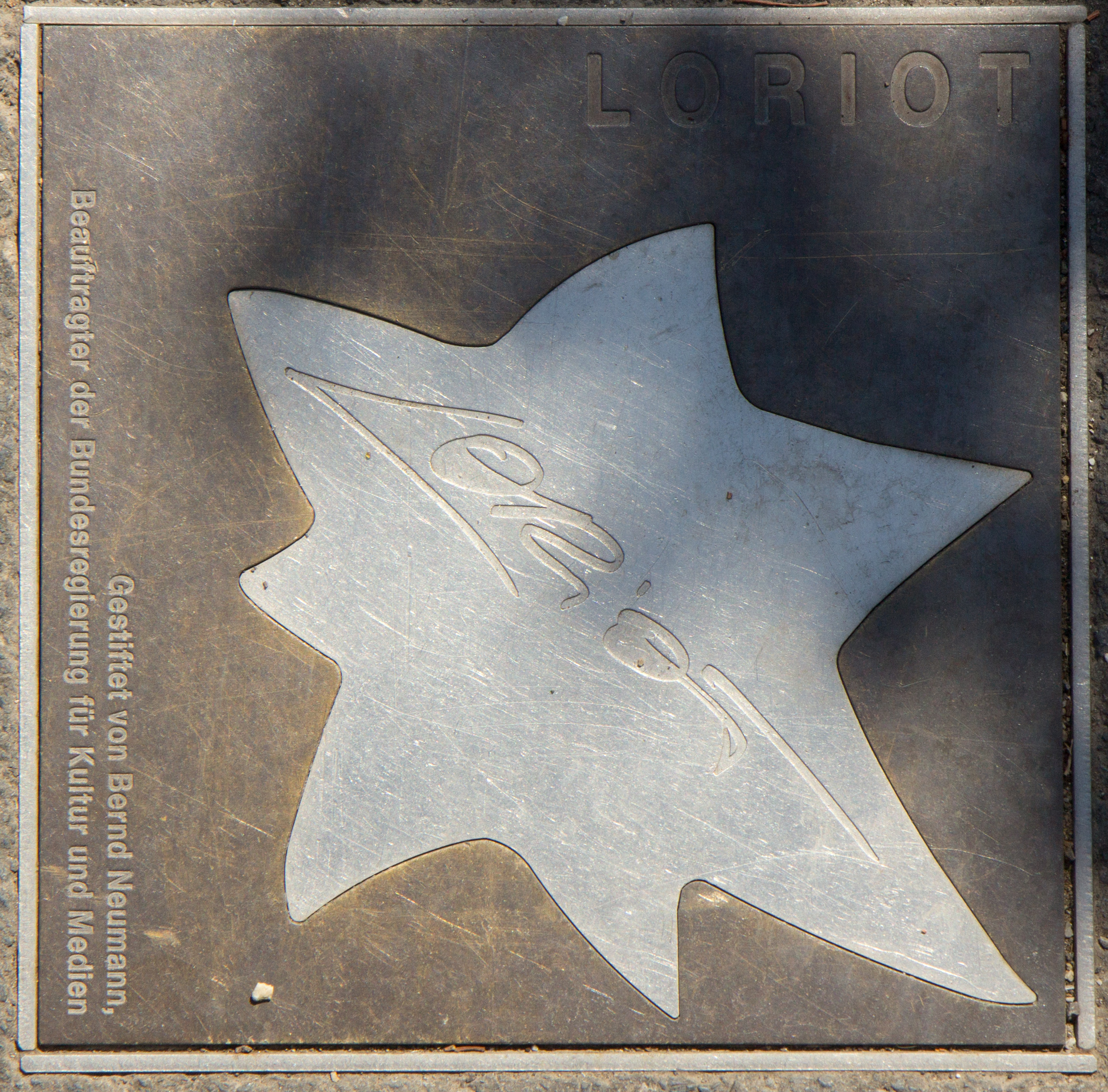
Sterne der Satire – Walk of Fame des Kabaretts in Mainz, Nr. 64 von Loriot

## Ausstellungen
- 2008/2009: Loriot. Die Hommage zum 85. Geburtstag, Sonderausstellung der Deutschen Kinemathek – Museum für Film und Fernsehen, Berlin[33]
- 2013: Loriot. Spätlese, Literaturhaus München, München. Katalog
- 2012/2013: Mooooment! (Bürgerhaus Altstadt, Brandenburg)[86]
- 2014: Loriot. Spätlese, Wilhelm Busch Museum, Hannover. Katalog
- 2023/2024: Ach was! Loriot zum Hundertsten, Caricatura Museum Frankfurt am Main
- 2025: Ach was. LORIOT – Künstler, Kritiker und Karikaturist, Ludwig Galerie Schloss Oberhausen

Weitere Ausstellungen hatte es in Brandenburg bereits 1985 und 1996 gegeben. Im Panoptikum Mannheim befand sich eine ihm zu Ehren geschaffene Wachsfigur.

### Selbstzeugnisse
- Selbst-Porträt der Kindheit und Jugend in: Florian Langenscheidt (Hrsg.): Bei uns zu Hause. Prominente erzählen von ihrer Kindheit. Düsseldorf 1995, ISBN 3-430-15945-8.
- Möpse & Menschen. Eine Art Biographie. Diogenes, Zürich 1983, ISBN 3-257-01653-0.

### Zum Leben und Werk
- Christoph Franke, Moritz Graf Strachwitz von Groß Zauche und Camminetz: Genealogisches Handbuch des Adels, Adelige Häuser. A (Uradel), Band XXVII, Band 132 der Gesamtreihe GHdA, C. A. Starke Verlag, Limburg (Lahn) 2003,  S. 118. ISSN 0435-2408
- Loriot. In: Meike Feßmann, Axel Ruckaberle, Michael Scheffel und Peer Trilcke (Hrsg.): Text + Kritik. Nr. 230. edition text + kritik im Richard Boorberg Verlag, München 2021, ISBN 978-3-96707-488-8, doi:10.5771/9783967074888 (nomos-elibrary.de [abgerufen am 8. Mai 2023]).
- Uwe Ehlert: „Das ist wohl mehr ’ne Kommunikationsstörung“. Die Darstellung von Missverständnissen im Werk Loriots. Alda! Der Verlag, Nottuln 2004, ISBN 3-937979-00-X. (Mit einem detaillierten Katalog der Loriotschen Werke.)
- Daniel Keel (Hrsg.): Loriot und die Künste. Eine Chronik unerhörter Begebenheiten aus dem Leben des Vicco von Bülow zu seinem 80. Geburtstag. Diogenes, Zürich 2003, ISBN 3-257-06359-8.
- Dirk Koob: Loriot als Symbolischer Interaktionist. Oder: Warum man selbst in der Badewanne gelegentlich soziale Ordnung aushandeln muss. In: Forum Qualitative Sozialforschung, 8 (1), 2007.
- Dieter Lobenbrett: Loriot: Biographie. Riva Verlag, München 2011, ISBN 978-3-86883-143-6. (mit Werkverzeichnis).
- Stefan Lukschy: Der Glückliche schlägt keine Hunde – Ein Loriot-Porträt. Aufbau, Berlin 2013, ISBN 978-3-351-03540-2.
- Stefan Neumann: Vicco von Bülow alias Loriot: Werkmonografie. [Wuppertal] 2000, DNB 96239601X (Dissertation an der Universität Wuppertal, [5], 507 Blätter, Mikrofiche-Ausgabe: 6 Mikrofiches: 24×).
- Stefan Neumann: Loriot und die Hochkomik. Leben. Werk und Wirken Vicco von Bülows. WVT, Trier 2011, ISBN 978-3-86821-298-3.
- Felix Christian Reuter: Chaos, Komik, Kooperation. Loriots Fernsehsketche. Königshausen & Neumann, Würzburg 2016, ISBN 978-3-8260-5898-1.
- Thomas Tuma: Es geht nur noch ums Geld. In: Der Spiegel. Nr. 52, 2006, S. 62–66 (online – Der Humorklassiker Vicco von Bülow, 83, besser bekannt als Loriot, über die Frische seiner alten Sketche, die Ökonomisierung des deutschen Unterhaltungsgewerbes und sein poetisches Vermächtnis).
- Thomas Tuma, Martin Wolf: Du dödl di. In: Der Spiegel. Nr. 35, 2011, S. 62–70 (online – Weshalb Vicco von Bülow alias Loriot der größte deutsche Künstler der Gegenwart war, Titelthema der Ausgabe).
- Jens Wietschorke: Psychogramme des Kleinbürgertums. Zur sozialen Satire bei Wilhelm Busch und Loriot. In: Internationales Archiv für Sozialgeschichte der deutschen Literatur 38 (2013), Nr. 1,  S. 100–120.  ISSN 1865-9128, doi:10.1515/iasl-2013-0004

### Interviews und Gespräche
- Loriot: Bitte sagen Sie jetzt nichts. Gespräche. Auswahl: Daniel Keel und Daniel Kampa; Hrsg.: Daniel Keel. Diogenes, Zürich 2011, ISBN 978-3-257-06787-3.

### Würdigungen
- Anna Bers, Claudia Hillebrandt (Hrsg.): Loriot und die Bundesrepublik. De Gruyter, Berlin, Boston 2023, ISBN 978-3-11-100409-9, doi:10.1515/9783111004099 (degruyter.com).
- Susanne von Bülow, Peter Geyer, OA Krimmel (Hrsg.): Loriot. Gästebuch. Diogenes, Zürich 2013, ISBN 978-3-257-02122-6.
- Susanne von Bülow, Peter Geyer, OA Krimmel (Hrsg.): Loriot. Spätlese. Diogenes, Zürich 2013, ISBN 978-3-257-02121-9. (Zur gleichnamigen Ausstellung im Literaturhaus München).
- Steffen Gumpert und Denis Metz (Hrsg.): Er lebe hoch! Loriot zum 100. Geburtstag. Lappan, Hamburg 2023, ISBN 978-3-8303-3670-9. Mit Beiträgen von Horst Evers, Peter Gaymann, Thomas Gsella, Rudi Hurzlmeier, Til Mette, Tetsche, Otto Waalkes u. a.
- Joachim Kaiser: Ein Preuße, wie Gott ihn träumt. – Laudatio anlässlich der Verleihung des Kulturellen Ehrenpreises der Stadt München an Loriot 2007.
- Heinz Rölleke: Laudatio auf Vicco von Bülow anlässlich der Ehrenpromotion durch den Fachbereich Sprach- und Literaturwissenschaften der Bergischen Universität Wuppertal, Juni 2001.

## Filme über Loriot
- Bernhard Victor Christoph Carl von Bülow genannt Loriot. Portraitcollage, 2008, 90 Min., Buch: Klaus Michael Heinz, Produktion: WDR, RB, Erstsendung: 13. November 2008, Inhaltsangabe von ARD.
- Ein Abend für Loriot. Dokumentarfilm, Deutschland, 2008, 90 Min., Produktion: NDR, Erstsendung: 26. Dezember 2008 im NDR Fernsehen, Inhaltsangabe von ARD, mit Helmut Schmidt, Marcel Reich-Ranicki, Alfred Biolek, Wolfgang Joop, Iris Berben und anderen.
- Deutschland, deine Künstler (Folge 7), 45 Min., Deutschland, Buch und Regie: Claudia Müller, Kamera: Stefan Lukschy, Bremedia Produktion, Internetseite: programm.ard.de
- Loriot 100, Dokumentarfilm, Deutschland, 2023, Buch und Regie: André Schäfer, Produktion: SWR, Radio Bremen und Florian Film, Erstsendung: 6. November 2023 in Das Erste, ARD Mediathek, verfügbar bis 6. Februar 2024[87]